# Division II i ishockey 1972-73
Division II i ishockey 1972-73 var turneringen for mandlige klubhold i den næstbedste række i det svenske ligasystem for ishockey. Turneringen havde deltagelse af 82 hold, der spillede om 2-4 oprykningspladser til Division I, og om at undgå 16 nedrykningspladser til Division III.
Holdene var inddelt i fire regioner: nord (20 hold), øst (22 hold), vest (20 hold) og syd (20 hold). I alle fire regioner var holdene inddelt i to puljer med ti hold, bortset fra i øst-regionen, hvor pulje B med holdene fra Stockholm-området bestod ad 12 hold, og i hver pulje spillede holdene en dobbeltturnering alle-mod-alle. De otte puljevindere gik videre til kvalifikationen til Division I, og de to dårligste hold i hver pulje blev rykket ned i Division III. I kvalifikationen til Division I fik de otte puljevindere selskab af to hold fra Division I, og de ti hold blev inddelt i to nye puljer med fem hold i hver, som begge spillede en dobbeltturnering alle-mod-alle. I hver af de to puljer var der to pladser til den følgende sæson i Division I på spil.
To hold fra Division II rykkede op i Division I:
- Kiruna AIF, der vandt Division II Nord A, og som endte på andenpladsen i Kvalifikation til Division I Nord.
- Örebro IK, der vandt Division II Syd A, og som endte på andenpladsen i Kvalifikation til Division I Syd.

Derudover sikrede MoDo AIK og Mora IK sig endnu en sæson i Division I ved at slutte på førstepladserne i de to kvalifikationspuljer.

## Division II

### Hold
Division II havde deltagelse af 82 klubber, hvilket var to flere end i den foregående sæson. Blandt deltagerne var:
- 2 klubber, der var rykket ned fra Division I: Nacka SK og Surahammars IF.
- 17 klubber, der var rykket op fra Division III: Alvesta SK, BK Bäcken, IFK Trollhättan, IK Viking, Kallinge SK, Kåge IF, Luleå SK, Malmbergets AIF, Mjölby Södra IF, Morgårdshammars IF, Norrtälje IK, Nynäshamns IF, Rögle BK, Strands IF, Trångsunds IF, Vikarby IK og Ånge IK.

Siden den foregående sæson var der endvidere sket følgende ændringer:
- Ishockeyafdelingerne i Division II-klubberne Clemensnäs IF og Rönnskärs IF havde fusioneret under dannelse af den en ny forening: Clemensnäs/Rönnskärs IF.
- Ishockeyafdelingen i Örebro SK var blevet udskilt som en selvstændig forening under navnet Örebro IK, som overtog moderklubbens plads i Division II.
- Ishockeyafdelingen i Malmö FF var blevet udskilt som en selvstændig forening under navnet Malmö IF, som overtog moderklubbens plads i Division II.
- FSR Mölndal havde skiftet navn til Mölndals IF.
- Deje IK havde trukket sit hold fra Division II.[1]

Klubberne var inddelt i fire regioner med 20 eller 22 hold i hver, og i hver region var klubberne inddelt i to puljer med 10 eller 12 hold i hver pulje. Følgende hold havde skiftet Division II-pulje siden den foregående sæson: 
- Skillingeryds IS var blevet flyttet fra Division II Syd B til Division II Syd A.

De otte puljevindere gik videre til kvalifikationen til Division I.
| Hold i Division II 1972-73 | Hold i Division II 1972-73 | Hold i Division II 1972-73 | Hold i Division II 1972-73 | Boden Clemensnäs/Rönnskär IFK Kiruna Kiruna AIF IFK Luleå Kåge Luleå SK Malmberget Medle Piteå Granö Heffners/ Ortviken Järved Nordingrå Sollefteå Teg Tunadal Örnsköldsvik Östersund Ånge Bollnäs Falun Gävle Godtemplare Hofors Ljusne Malung Storvik Strand Strömsbro Vikarby Almtuna Remo Norrtälje Nynäshamn Väsby Göta, Hammarby, Huddinge, Nacka, Stocksund, Traneberg og Trångsund Avesta Enköping Fagersta Guldsmedshytte Lindesberg Westmannia Ludvika Morgårdshammar Skultuna Surah. Bäcken Borås Forshaga Grums Trollhättan Viking Mariestad Mölndal Skövde Tibro Kenty Boro/Landsbro HV71 IFK/IKS Mjölby Södra Nyköping Skillingaryd Tranås Vimmerby Örebro Alvesta Gislaved Halmstad Troja Skäret Kallinge Malmö Nybro Rögle Växjö |
| Hold                       | By                         | Hold                       | By                         | Boden Clemensnäs/Rönnskär IFK Kiruna Kiruna AIF IFK Luleå Kåge Luleå SK Malmberget Medle Piteå Granö Heffners/ Ortviken Järved Nordingrå Sollefteå Teg Tunadal Örnsköldsvik Östersund Ånge Bollnäs Falun Gävle Godtemplare Hofors Ljusne Malung Storvik Strand Strömsbro Vikarby Almtuna Remo Norrtälje Nynäshamn Väsby Göta, Hammarby, Huddinge, Nacka, Stocksund, Traneberg og Trångsund Avesta Enköping Fagersta Guldsmedshytte Lindesberg Westmannia Ludvika Morgårdshammar Skultuna Surah. Bäcken Borås Forshaga Grums Trollhättan Viking Mariestad Mölndal Skövde Tibro Kenty Boro/Landsbro HV71 IFK/IKS Mjölby Södra Nyköping Skillingaryd Tranås Vimmerby Örebro Alvesta Gislaved Halmstad Troja Skäret Kallinge Malmö Nybro Rögle Växjö |
| Nord                       |                            |                            |                            | Boden Clemensnäs/Rönnskär IFK Kiruna Kiruna AIF IFK Luleå Kåge Luleå SK Malmberget Medle Piteå Granö Heffners/ Ortviken Järved Nordingrå Sollefteå Teg Tunadal Örnsköldsvik Östersund Ånge Bollnäs Falun Gävle Godtemplare Hofors Ljusne Malung Storvik Strand Strömsbro Vikarby Almtuna Remo Norrtälje Nynäshamn Väsby Göta, Hammarby, Huddinge, Nacka, Stocksund, Traneberg og Trångsund Avesta Enköping Fagersta Guldsmedshytte Lindesberg Westmannia Ludvika Morgårdshammar Skultuna Surah. Bäcken Borås Forshaga Grums Trollhättan Viking Mariestad Mölndal Skövde Tibro Kenty Boro/Landsbro HV71 IFK/IKS Mjölby Södra Nyköping Skillingaryd Tranås Vimmerby Örebro Alvesta Gislaved Halmstad Troja Skäret Kallinge Malmö Nybro Rögle Växjö |
| Division II Nord A         | Division II Nord A         | Division II Nord B         | Division II Nord B         | Boden Clemensnäs/Rönnskär IFK Kiruna Kiruna AIF IFK Luleå Kåge Luleå SK Malmberget Medle Piteå Granö Heffners/ Ortviken Järved Nordingrå Sollefteå Teg Tunadal Örnsköldsvik Östersund Ånge Bollnäs Falun Gävle Godtemplare Hofors Ljusne Malung Storvik Strand Strömsbro Vikarby Almtuna Remo Norrtälje Nynäshamn Väsby Göta, Hammarby, Huddinge, Nacka, Stocksund, Traneberg og Trångsund Avesta Enköping Fagersta Guldsmedshytte Lindesberg Westmannia Ludvika Morgårdshammar Skultuna Surah. Bäcken Borås Forshaga Grums Trollhättan Viking Mariestad Mölndal Skövde Tibro Kenty Boro/Landsbro HV71 IFK/IKS Mjölby Södra Nyköping Skillingaryd Tranås Vimmerby Örebro Alvesta Gislaved Halmstad Troja Skäret Kallinge Malmö Nybro Rögle Växjö |
| Bodens BK                  | Boden                      | Granö IF                   | Granö                      | Boden Clemensnäs/Rönnskär IFK Kiruna Kiruna AIF IFK Luleå Kåge Luleå SK Malmberget Medle Piteå Granö Heffners/ Ortviken Järved Nordingrå Sollefteå Teg Tunadal Örnsköldsvik Östersund Ånge Bollnäs Falun Gävle Godtemplare Hofors Ljusne Malung Storvik Strand Strömsbro Vikarby Almtuna Remo Norrtälje Nynäshamn Väsby Göta, Hammarby, Huddinge, Nacka, Stocksund, Traneberg og Trångsund Avesta Enköping Fagersta Guldsmedshytte Lindesberg Westmannia Ludvika Morgårdshammar Skultuna Surah. Bäcken Borås Forshaga Grums Trollhättan Viking Mariestad Mölndal Skövde Tibro Kenty Boro/Landsbro HV71 IFK/IKS Mjölby Södra Nyköping Skillingaryd Tranås Vimmerby Örebro Alvesta Gislaved Halmstad Troja Skäret Kallinge Malmö Nybro Rögle Växjö |
| Clemensnäs/Rönnskärs IF    | Ursviken                   | Heffners/Ortvikens IF      | Sundsvall                  | Boden Clemensnäs/Rönnskär IFK Kiruna Kiruna AIF IFK Luleå Kåge Luleå SK Malmberget Medle Piteå Granö Heffners/ Ortviken Järved Nordingrå Sollefteå Teg Tunadal Örnsköldsvik Östersund Ånge Bollnäs Falun Gävle Godtemplare Hofors Ljusne Malung Storvik Strand Strömsbro Vikarby Almtuna Remo Norrtälje Nynäshamn Väsby Göta, Hammarby, Huddinge, Nacka, Stocksund, Traneberg og Trångsund Avesta Enköping Fagersta Guldsmedshytte Lindesberg Westmannia Ludvika Morgårdshammar Skultuna Surah. Bäcken Borås Forshaga Grums Trollhättan Viking Mariestad Mölndal Skövde Tibro Kenty Boro/Landsbro HV71 IFK/IKS Mjölby Södra Nyköping Skillingaryd Tranås Vimmerby Örebro Alvesta Gislaved Halmstad Troja Skäret Kallinge Malmö Nybro Rögle Växjö |
| IFK Kiruna                 | Kiruna                     | Järveds IF                 | Örnsköldsvik               | Boden Clemensnäs/Rönnskär IFK Kiruna Kiruna AIF IFK Luleå Kåge Luleå SK Malmberget Medle Piteå Granö Heffners/ Ortviken Järved Nordingrå Sollefteå Teg Tunadal Örnsköldsvik Östersund Ånge Bollnäs Falun Gävle Godtemplare Hofors Ljusne Malung Storvik Strand Strömsbro Vikarby Almtuna Remo Norrtälje Nynäshamn Väsby Göta, Hammarby, Huddinge, Nacka, Stocksund, Traneberg og Trångsund Avesta Enköping Fagersta Guldsmedshytte Lindesberg Westmannia Ludvika Morgårdshammar Skultuna Surah. Bäcken Borås Forshaga Grums Trollhättan Viking Mariestad Mölndal Skövde Tibro Kenty Boro/Landsbro HV71 IFK/IKS Mjölby Södra Nyköping Skillingaryd Tranås Vimmerby Örebro Alvesta Gislaved Halmstad Troja Skäret Kallinge Malmö Nybro Rögle Växjö |
| IFK Luleå                  | Luleå                      | Nordingrå SK               | Nordingrå                  | Boden Clemensnäs/Rönnskär IFK Kiruna Kiruna AIF IFK Luleå Kåge Luleå SK Malmberget Medle Piteå Granö Heffners/ Ortviken Järved Nordingrå Sollefteå Teg Tunadal Örnsköldsvik Östersund Ånge Bollnäs Falun Gävle Godtemplare Hofors Ljusne Malung Storvik Strand Strömsbro Vikarby Almtuna Remo Norrtälje Nynäshamn Väsby Göta, Hammarby, Huddinge, Nacka, Stocksund, Traneberg og Trångsund Avesta Enköping Fagersta Guldsmedshytte Lindesberg Westmannia Ludvika Morgårdshammar Skultuna Surah. Bäcken Borås Forshaga Grums Trollhättan Viking Mariestad Mölndal Skövde Tibro Kenty Boro/Landsbro HV71 IFK/IKS Mjölby Södra Nyköping Skillingaryd Tranås Vimmerby Örebro Alvesta Gislaved Halmstad Troja Skäret Kallinge Malmö Nybro Rögle Växjö |
| Kiruna AIF                 | Kiruna                     | Sollefteå IK               | Sollefteå                  | Boden Clemensnäs/Rönnskär IFK Kiruna Kiruna AIF IFK Luleå Kåge Luleå SK Malmberget Medle Piteå Granö Heffners/ Ortviken Järved Nordingrå Sollefteå Teg Tunadal Örnsköldsvik Östersund Ånge Bollnäs Falun Gävle Godtemplare Hofors Ljusne Malung Storvik Strand Strömsbro Vikarby Almtuna Remo Norrtälje Nynäshamn Väsby Göta, Hammarby, Huddinge, Nacka, Stocksund, Traneberg og Trångsund Avesta Enköping Fagersta Guldsmedshytte Lindesberg Westmannia Ludvika Morgårdshammar Skultuna Surah. Bäcken Borås Forshaga Grums Trollhättan Viking Mariestad Mölndal Skövde Tibro Kenty Boro/Landsbro HV71 IFK/IKS Mjölby Södra Nyköping Skillingaryd Tranås Vimmerby Örebro Alvesta Gislaved Halmstad Troja Skäret Kallinge Malmö Nybro Rögle Växjö |
| Kåge IF                    | Kåge                       | Tegs SK                    | Umeå                       | Boden Clemensnäs/Rönnskär IFK Kiruna Kiruna AIF IFK Luleå Kåge Luleå SK Malmberget Medle Piteå Granö Heffners/ Ortviken Järved Nordingrå Sollefteå Teg Tunadal Örnsköldsvik Östersund Ånge Bollnäs Falun Gävle Godtemplare Hofors Ljusne Malung Storvik Strand Strömsbro Vikarby Almtuna Remo Norrtälje Nynäshamn Väsby Göta, Hammarby, Huddinge, Nacka, Stocksund, Traneberg og Trångsund Avesta Enköping Fagersta Guldsmedshytte Lindesberg Westmannia Ludvika Morgårdshammar Skultuna Surah. Bäcken Borås Forshaga Grums Trollhättan Viking Mariestad Mölndal Skövde Tibro Kenty Boro/Landsbro HV71 IFK/IKS Mjölby Södra Nyköping Skillingaryd Tranås Vimmerby Örebro Alvesta Gislaved Halmstad Troja Skäret Kallinge Malmö Nybro Rögle Växjö |
| Luleå SK                   | Luleå                      | Tunadals IF                | Sundsvall                  | Boden Clemensnäs/Rönnskär IFK Kiruna Kiruna AIF IFK Luleå Kåge Luleå SK Malmberget Medle Piteå Granö Heffners/ Ortviken Järved Nordingrå Sollefteå Teg Tunadal Örnsköldsvik Östersund Ånge Bollnäs Falun Gävle Godtemplare Hofors Ljusne Malung Storvik Strand Strömsbro Vikarby Almtuna Remo Norrtälje Nynäshamn Väsby Göta, Hammarby, Huddinge, Nacka, Stocksund, Traneberg og Trångsund Avesta Enköping Fagersta Guldsmedshytte Lindesberg Westmannia Ludvika Morgårdshammar Skultuna Surah. Bäcken Borås Forshaga Grums Trollhättan Viking Mariestad Mölndal Skövde Tibro Kenty Boro/Landsbro HV71 IFK/IKS Mjölby Södra Nyköping Skillingaryd Tranås Vimmerby Örebro Alvesta Gislaved Halmstad Troja Skäret Kallinge Malmö Nybro Rögle Växjö |
| Malmbergets AIF            | Malmberget                 | Örnsköldsviks SK           | Örnsköldsvik               | Boden Clemensnäs/Rönnskär IFK Kiruna Kiruna AIF IFK Luleå Kåge Luleå SK Malmberget Medle Piteå Granö Heffners/ Ortviken Järved Nordingrå Sollefteå Teg Tunadal Örnsköldsvik Östersund Ånge Bollnäs Falun Gävle Godtemplare Hofors Ljusne Malung Storvik Strand Strömsbro Vikarby Almtuna Remo Norrtälje Nynäshamn Väsby Göta, Hammarby, Huddinge, Nacka, Stocksund, Traneberg og Trångsund Avesta Enköping Fagersta Guldsmedshytte Lindesberg Westmannia Ludvika Morgårdshammar Skultuna Surah. Bäcken Borås Forshaga Grums Trollhättan Viking Mariestad Mölndal Skövde Tibro Kenty Boro/Landsbro HV71 IFK/IKS Mjölby Södra Nyköping Skillingaryd Tranås Vimmerby Örebro Alvesta Gislaved Halmstad Troja Skäret Kallinge Malmö Nybro Rögle Växjö |
| Medle SK                   | Medle                      | Östersunds IK              | Östersund                  | Boden Clemensnäs/Rönnskär IFK Kiruna Kiruna AIF IFK Luleå Kåge Luleå SK Malmberget Medle Piteå Granö Heffners/ Ortviken Järved Nordingrå Sollefteå Teg Tunadal Örnsköldsvik Östersund Ånge Bollnäs Falun Gävle Godtemplare Hofors Ljusne Malung Storvik Strand Strömsbro Vikarby Almtuna Remo Norrtälje Nynäshamn Väsby Göta, Hammarby, Huddinge, Nacka, Stocksund, Traneberg og Trångsund Avesta Enköping Fagersta Guldsmedshytte Lindesberg Westmannia Ludvika Morgårdshammar Skultuna Surah. Bäcken Borås Forshaga Grums Trollhättan Viking Mariestad Mölndal Skövde Tibro Kenty Boro/Landsbro HV71 IFK/IKS Mjölby Södra Nyköping Skillingaryd Tranås Vimmerby Örebro Alvesta Gislaved Halmstad Troja Skäret Kallinge Malmö Nybro Rögle Växjö |
| Piteå IF                   | Piteå                      | Ånge IF                    | Ånge                       | Boden Clemensnäs/Rönnskär IFK Kiruna Kiruna AIF IFK Luleå Kåge Luleå SK Malmberget Medle Piteå Granö Heffners/ Ortviken Järved Nordingrå Sollefteå Teg Tunadal Örnsköldsvik Östersund Ånge Bollnäs Falun Gävle Godtemplare Hofors Ljusne Malung Storvik Strand Strömsbro Vikarby Almtuna Remo Norrtälje Nynäshamn Väsby Göta, Hammarby, Huddinge, Nacka, Stocksund, Traneberg og Trångsund Avesta Enköping Fagersta Guldsmedshytte Lindesberg Westmannia Ludvika Morgårdshammar Skultuna Surah. Bäcken Borås Forshaga Grums Trollhättan Viking Mariestad Mölndal Skövde Tibro Kenty Boro/Landsbro HV71 IFK/IKS Mjölby Södra Nyköping Skillingaryd Tranås Vimmerby Örebro Alvesta Gislaved Halmstad Troja Skäret Kallinge Malmö Nybro Rögle Växjö |
| Øst                        |                            |                            |                            | Boden Clemensnäs/Rönnskär IFK Kiruna Kiruna AIF IFK Luleå Kåge Luleå SK Malmberget Medle Piteå Granö Heffners/ Ortviken Järved Nordingrå Sollefteå Teg Tunadal Örnsköldsvik Östersund Ånge Bollnäs Falun Gävle Godtemplare Hofors Ljusne Malung Storvik Strand Strömsbro Vikarby Almtuna Remo Norrtälje Nynäshamn Väsby Göta, Hammarby, Huddinge, Nacka, Stocksund, Traneberg og Trångsund Avesta Enköping Fagersta Guldsmedshytte Lindesberg Westmannia Ludvika Morgårdshammar Skultuna Surah. Bäcken Borås Forshaga Grums Trollhättan Viking Mariestad Mölndal Skövde Tibro Kenty Boro/Landsbro HV71 IFK/IKS Mjölby Södra Nyköping Skillingaryd Tranås Vimmerby Örebro Alvesta Gislaved Halmstad Troja Skäret Kallinge Malmö Nybro Rögle Växjö |
| Division II Øst A          | Division II Øst A          | Division II Øst B          | Division II Øst B          | Boden Clemensnäs/Rönnskär IFK Kiruna Kiruna AIF IFK Luleå Kåge Luleå SK Malmberget Medle Piteå Granö Heffners/ Ortviken Järved Nordingrå Sollefteå Teg Tunadal Örnsköldsvik Östersund Ånge Bollnäs Falun Gävle Godtemplare Hofors Ljusne Malung Storvik Strand Strömsbro Vikarby Almtuna Remo Norrtälje Nynäshamn Väsby Göta, Hammarby, Huddinge, Nacka, Stocksund, Traneberg og Trångsund Avesta Enköping Fagersta Guldsmedshytte Lindesberg Westmannia Ludvika Morgårdshammar Skultuna Surah. Bäcken Borås Forshaga Grums Trollhättan Viking Mariestad Mölndal Skövde Tibro Kenty Boro/Landsbro HV71 IFK/IKS Mjölby Södra Nyköping Skillingaryd Tranås Vimmerby Örebro Alvesta Gislaved Halmstad Troja Skäret Kallinge Malmö Nybro Rögle Växjö |
| Bollnäs IS                 | Bollnäs                    | Almtuna IS                 | Uppsala                    | Boden Clemensnäs/Rönnskär IFK Kiruna Kiruna AIF IFK Luleå Kåge Luleå SK Malmberget Medle Piteå Granö Heffners/ Ortviken Järved Nordingrå Sollefteå Teg Tunadal Örnsköldsvik Östersund Ånge Bollnäs Falun Gävle Godtemplare Hofors Ljusne Malung Storvik Strand Strömsbro Vikarby Almtuna Remo Norrtälje Nynäshamn Väsby Göta, Hammarby, Huddinge, Nacka, Stocksund, Traneberg og Trångsund Avesta Enköping Fagersta Guldsmedshytte Lindesberg Westmannia Ludvika Morgårdshammar Skultuna Surah. Bäcken Borås Forshaga Grums Trollhättan Viking Mariestad Mölndal Skövde Tibro Kenty Boro/Landsbro HV71 IFK/IKS Mjölby Södra Nyköping Skillingaryd Tranås Vimmerby Örebro Alvesta Gislaved Halmstad Troja Skäret Kallinge Malmö Nybro Rögle Växjö |
| Falu IF                    | Falun                      | BK Remo                    | Södertälje                 | Boden Clemensnäs/Rönnskär IFK Kiruna Kiruna AIF IFK Luleå Kåge Luleå SK Malmberget Medle Piteå Granö Heffners/ Ortviken Järved Nordingrå Sollefteå Teg Tunadal Örnsköldsvik Östersund Ånge Bollnäs Falun Gävle Godtemplare Hofors Ljusne Malung Storvik Strand Strömsbro Vikarby Almtuna Remo Norrtälje Nynäshamn Väsby Göta, Hammarby, Huddinge, Nacka, Stocksund, Traneberg og Trångsund Avesta Enköping Fagersta Guldsmedshytte Lindesberg Westmannia Ludvika Morgårdshammar Skultuna Surah. Bäcken Borås Forshaga Grums Trollhättan Viking Mariestad Mölndal Skövde Tibro Kenty Boro/Landsbro HV71 IFK/IKS Mjölby Södra Nyköping Skillingaryd Tranås Vimmerby Örebro Alvesta Gislaved Halmstad Troja Skäret Kallinge Malmö Nybro Rögle Växjö |
| Gävle Godtemplares IK      | Gävle                      | Hammarby IF                | Stockholm                  | Boden Clemensnäs/Rönnskär IFK Kiruna Kiruna AIF IFK Luleå Kåge Luleå SK Malmberget Medle Piteå Granö Heffners/ Ortviken Järved Nordingrå Sollefteå Teg Tunadal Örnsköldsvik Östersund Ånge Bollnäs Falun Gävle Godtemplare Hofors Ljusne Malung Storvik Strand Strömsbro Vikarby Almtuna Remo Norrtälje Nynäshamn Väsby Göta, Hammarby, Huddinge, Nacka, Stocksund, Traneberg og Trångsund Avesta Enköping Fagersta Guldsmedshytte Lindesberg Westmannia Ludvika Morgårdshammar Skultuna Surah. Bäcken Borås Forshaga Grums Trollhättan Viking Mariestad Mölndal Skövde Tibro Kenty Boro/Landsbro HV71 IFK/IKS Mjölby Södra Nyköping Skillingaryd Tranås Vimmerby Örebro Alvesta Gislaved Halmstad Troja Skäret Kallinge Malmö Nybro Rögle Växjö |
| Hofors IK                  | Hofors                     | Huddinge IK                | Stockholm                  | Boden Clemensnäs/Rönnskär IFK Kiruna Kiruna AIF IFK Luleå Kåge Luleå SK Malmberget Medle Piteå Granö Heffners/ Ortviken Järved Nordingrå Sollefteå Teg Tunadal Örnsköldsvik Östersund Ånge Bollnäs Falun Gävle Godtemplare Hofors Ljusne Malung Storvik Strand Strömsbro Vikarby Almtuna Remo Norrtälje Nynäshamn Väsby Göta, Hammarby, Huddinge, Nacka, Stocksund, Traneberg og Trångsund Avesta Enköping Fagersta Guldsmedshytte Lindesberg Westmannia Ludvika Morgårdshammar Skultuna Surah. Bäcken Borås Forshaga Grums Trollhättan Viking Mariestad Mölndal Skövde Tibro Kenty Boro/Landsbro HV71 IFK/IKS Mjölby Södra Nyköping Skillingaryd Tranås Vimmerby Örebro Alvesta Gislaved Halmstad Troja Skäret Kallinge Malmö Nybro Rögle Växjö |
| Ljusne AIK                 | Ljusne                     | IK Göta                    | Stockholm                  | Boden Clemensnäs/Rönnskär IFK Kiruna Kiruna AIF IFK Luleå Kåge Luleå SK Malmberget Medle Piteå Granö Heffners/ Ortviken Järved Nordingrå Sollefteå Teg Tunadal Örnsköldsvik Östersund Ånge Bollnäs Falun Gävle Godtemplare Hofors Ljusne Malung Storvik Strand Strömsbro Vikarby Almtuna Remo Norrtälje Nynäshamn Väsby Göta, Hammarby, Huddinge, Nacka, Stocksund, Traneberg og Trångsund Avesta Enköping Fagersta Guldsmedshytte Lindesberg Westmannia Ludvika Morgårdshammar Skultuna Surah. Bäcken Borås Forshaga Grums Trollhättan Viking Mariestad Mölndal Skövde Tibro Kenty Boro/Landsbro HV71 IFK/IKS Mjölby Södra Nyköping Skillingaryd Tranås Vimmerby Örebro Alvesta Gislaved Halmstad Troja Skäret Kallinge Malmö Nybro Rögle Växjö |
| Malungs IF                 | Malung                     | Nacka SK                   | Stockholm                  | Boden Clemensnäs/Rönnskär IFK Kiruna Kiruna AIF IFK Luleå Kåge Luleå SK Malmberget Medle Piteå Granö Heffners/ Ortviken Järved Nordingrå Sollefteå Teg Tunadal Örnsköldsvik Östersund Ånge Bollnäs Falun Gävle Godtemplare Hofors Ljusne Malung Storvik Strand Strömsbro Vikarby Almtuna Remo Norrtälje Nynäshamn Väsby Göta, Hammarby, Huddinge, Nacka, Stocksund, Traneberg og Trångsund Avesta Enköping Fagersta Guldsmedshytte Lindesberg Westmannia Ludvika Morgårdshammar Skultuna Surah. Bäcken Borås Forshaga Grums Trollhättan Viking Mariestad Mölndal Skövde Tibro Kenty Boro/Landsbro HV71 IFK/IKS Mjölby Södra Nyköping Skillingaryd Tranås Vimmerby Örebro Alvesta Gislaved Halmstad Troja Skäret Kallinge Malmö Nybro Rögle Växjö |
| Storviks IF                | Storvik                    | Norrtälje IK               | Norrtälje                  | Boden Clemensnäs/Rönnskär IFK Kiruna Kiruna AIF IFK Luleå Kåge Luleå SK Malmberget Medle Piteå Granö Heffners/ Ortviken Järved Nordingrå Sollefteå Teg Tunadal Örnsköldsvik Östersund Ånge Bollnäs Falun Gävle Godtemplare Hofors Ljusne Malung Storvik Strand Strömsbro Vikarby Almtuna Remo Norrtälje Nynäshamn Väsby Göta, Hammarby, Huddinge, Nacka, Stocksund, Traneberg og Trångsund Avesta Enköping Fagersta Guldsmedshytte Lindesberg Westmannia Ludvika Morgårdshammar Skultuna Surah. Bäcken Borås Forshaga Grums Trollhättan Viking Mariestad Mölndal Skövde Tibro Kenty Boro/Landsbro HV71 IFK/IKS Mjölby Södra Nyköping Skillingaryd Tranås Vimmerby Örebro Alvesta Gislaved Halmstad Troja Skäret Kallinge Malmö Nybro Rögle Växjö |
| Strands IF                 | Hudiksvall                 | Nynäshamns IF              | Nynäshamn                  | Boden Clemensnäs/Rönnskär IFK Kiruna Kiruna AIF IFK Luleå Kåge Luleå SK Malmberget Medle Piteå Granö Heffners/ Ortviken Järved Nordingrå Sollefteå Teg Tunadal Örnsköldsvik Östersund Ånge Bollnäs Falun Gävle Godtemplare Hofors Ljusne Malung Storvik Strand Strömsbro Vikarby Almtuna Remo Norrtälje Nynäshamn Väsby Göta, Hammarby, Huddinge, Nacka, Stocksund, Traneberg og Trångsund Avesta Enköping Fagersta Guldsmedshytte Lindesberg Westmannia Ludvika Morgårdshammar Skultuna Surah. Bäcken Borås Forshaga Grums Trollhättan Viking Mariestad Mölndal Skövde Tibro Kenty Boro/Landsbro HV71 IFK/IKS Mjölby Södra Nyköping Skillingaryd Tranås Vimmerby Örebro Alvesta Gislaved Halmstad Troja Skäret Kallinge Malmö Nybro Rögle Växjö |
| Strömsbro IF               | Gävle                      | Stocksunds IF              | Stockholm                  | Boden Clemensnäs/Rönnskär IFK Kiruna Kiruna AIF IFK Luleå Kåge Luleå SK Malmberget Medle Piteå Granö Heffners/ Ortviken Järved Nordingrå Sollefteå Teg Tunadal Örnsköldsvik Östersund Ånge Bollnäs Falun Gävle Godtemplare Hofors Ljusne Malung Storvik Strand Strömsbro Vikarby Almtuna Remo Norrtälje Nynäshamn Väsby Göta, Hammarby, Huddinge, Nacka, Stocksund, Traneberg og Trångsund Avesta Enköping Fagersta Guldsmedshytte Lindesberg Westmannia Ludvika Morgårdshammar Skultuna Surah. Bäcken Borås Forshaga Grums Trollhättan Viking Mariestad Mölndal Skövde Tibro Kenty Boro/Landsbro HV71 IFK/IKS Mjölby Södra Nyköping Skillingaryd Tranås Vimmerby Örebro Alvesta Gislaved Halmstad Troja Skäret Kallinge Malmö Nybro Rögle Växjö |
| Vikarby IK                 | Vikarbyn                   | Tranebergs IF              | Stockholm                  | Boden Clemensnäs/Rönnskär IFK Kiruna Kiruna AIF IFK Luleå Kåge Luleå SK Malmberget Medle Piteå Granö Heffners/ Ortviken Järved Nordingrå Sollefteå Teg Tunadal Örnsköldsvik Östersund Ånge Bollnäs Falun Gävle Godtemplare Hofors Ljusne Malung Storvik Strand Strömsbro Vikarby Almtuna Remo Norrtälje Nynäshamn Väsby Göta, Hammarby, Huddinge, Nacka, Stocksund, Traneberg og Trångsund Avesta Enköping Fagersta Guldsmedshytte Lindesberg Westmannia Ludvika Morgårdshammar Skultuna Surah. Bäcken Borås Forshaga Grums Trollhättan Viking Mariestad Mölndal Skövde Tibro Kenty Boro/Landsbro HV71 IFK/IKS Mjölby Södra Nyköping Skillingaryd Tranås Vimmerby Örebro Alvesta Gislaved Halmstad Troja Skäret Kallinge Malmö Nybro Rögle Växjö |
|                            |                            | Trångsunds IF              | Stockholm                  | Boden Clemensnäs/Rönnskär IFK Kiruna Kiruna AIF IFK Luleå Kåge Luleå SK Malmberget Medle Piteå Granö Heffners/ Ortviken Järved Nordingrå Sollefteå Teg Tunadal Örnsköldsvik Östersund Ånge Bollnäs Falun Gävle Godtemplare Hofors Ljusne Malung Storvik Strand Strömsbro Vikarby Almtuna Remo Norrtälje Nynäshamn Väsby Göta, Hammarby, Huddinge, Nacka, Stocksund, Traneberg og Trångsund Avesta Enköping Fagersta Guldsmedshytte Lindesberg Westmannia Ludvika Morgårdshammar Skultuna Surah. Bäcken Borås Forshaga Grums Trollhättan Viking Mariestad Mölndal Skövde Tibro Kenty Boro/Landsbro HV71 IFK/IKS Mjölby Södra Nyköping Skillingaryd Tranås Vimmerby Örebro Alvesta Gislaved Halmstad Troja Skäret Kallinge Malmö Nybro Rögle Växjö |
| Väsby IK                   | Upplands Väsby             |                            |                            | Boden Clemensnäs/Rönnskär IFK Kiruna Kiruna AIF IFK Luleå Kåge Luleå SK Malmberget Medle Piteå Granö Heffners/ Ortviken Järved Nordingrå Sollefteå Teg Tunadal Örnsköldsvik Östersund Ånge Bollnäs Falun Gävle Godtemplare Hofors Ljusne Malung Storvik Strand Strömsbro Vikarby Almtuna Remo Norrtälje Nynäshamn Väsby Göta, Hammarby, Huddinge, Nacka, Stocksund, Traneberg og Trångsund Avesta Enköping Fagersta Guldsmedshytte Lindesberg Westmannia Ludvika Morgårdshammar Skultuna Surah. Bäcken Borås Forshaga Grums Trollhättan Viking Mariestad Mölndal Skövde Tibro Kenty Boro/Landsbro HV71 IFK/IKS Mjölby Södra Nyköping Skillingaryd Tranås Vimmerby Örebro Alvesta Gislaved Halmstad Troja Skäret Kallinge Malmö Nybro Rögle Växjö |
| Vest                       |                            |                            |                            | Boden Clemensnäs/Rönnskär IFK Kiruna Kiruna AIF IFK Luleå Kåge Luleå SK Malmberget Medle Piteå Granö Heffners/ Ortviken Järved Nordingrå Sollefteå Teg Tunadal Örnsköldsvik Östersund Ånge Bollnäs Falun Gävle Godtemplare Hofors Ljusne Malung Storvik Strand Strömsbro Vikarby Almtuna Remo Norrtälje Nynäshamn Väsby Göta, Hammarby, Huddinge, Nacka, Stocksund, Traneberg og Trångsund Avesta Enköping Fagersta Guldsmedshytte Lindesberg Westmannia Ludvika Morgårdshammar Skultuna Surah. Bäcken Borås Forshaga Grums Trollhättan Viking Mariestad Mölndal Skövde Tibro Kenty Boro/Landsbro HV71 IFK/IKS Mjölby Södra Nyköping Skillingaryd Tranås Vimmerby Örebro Alvesta Gislaved Halmstad Troja Skäret Kallinge Malmö Nybro Rögle Växjö |
| Division II Vest A         | Division II Vest A         | Division II Vest B         | Division II Vest B         | Boden Clemensnäs/Rönnskär IFK Kiruna Kiruna AIF IFK Luleå Kåge Luleå SK Malmberget Medle Piteå Granö Heffners/ Ortviken Järved Nordingrå Sollefteå Teg Tunadal Örnsköldsvik Östersund Ånge Bollnäs Falun Gävle Godtemplare Hofors Ljusne Malung Storvik Strand Strömsbro Vikarby Almtuna Remo Norrtälje Nynäshamn Väsby Göta, Hammarby, Huddinge, Nacka, Stocksund, Traneberg og Trångsund Avesta Enköping Fagersta Guldsmedshytte Lindesberg Westmannia Ludvika Morgårdshammar Skultuna Surah. Bäcken Borås Forshaga Grums Trollhättan Viking Mariestad Mölndal Skövde Tibro Kenty Boro/Landsbro HV71 IFK/IKS Mjölby Södra Nyköping Skillingaryd Tranås Vimmerby Örebro Alvesta Gislaved Halmstad Troja Skäret Kallinge Malmö Nybro Rögle Växjö |
| Avesta BK                  | Avesta                     | BK Bäcken                  | Göteborg                   | Boden Clemensnäs/Rönnskär IFK Kiruna Kiruna AIF IFK Luleå Kåge Luleå SK Malmberget Medle Piteå Granö Heffners/ Ortviken Järved Nordingrå Sollefteå Teg Tunadal Örnsköldsvik Östersund Ånge Bollnäs Falun Gävle Godtemplare Hofors Ljusne Malung Storvik Strand Strömsbro Vikarby Almtuna Remo Norrtälje Nynäshamn Väsby Göta, Hammarby, Huddinge, Nacka, Stocksund, Traneberg og Trångsund Avesta Enköping Fagersta Guldsmedshytte Lindesberg Westmannia Ludvika Morgårdshammar Skultuna Surah. Bäcken Borås Forshaga Grums Trollhättan Viking Mariestad Mölndal Skövde Tibro Kenty Boro/Landsbro HV71 IFK/IKS Mjölby Södra Nyköping Skillingaryd Tranås Vimmerby Örebro Alvesta Gislaved Halmstad Troja Skäret Kallinge Malmö Nybro Rögle Växjö |
| Enköpings SK               | Enköping                   | Borås HC                   | Borås                      | Boden Clemensnäs/Rönnskär IFK Kiruna Kiruna AIF IFK Luleå Kåge Luleå SK Malmberget Medle Piteå Granö Heffners/ Ortviken Järved Nordingrå Sollefteå Teg Tunadal Örnsköldsvik Östersund Ånge Bollnäs Falun Gävle Godtemplare Hofors Ljusne Malung Storvik Strand Strömsbro Vikarby Almtuna Remo Norrtälje Nynäshamn Väsby Göta, Hammarby, Huddinge, Nacka, Stocksund, Traneberg og Trångsund Avesta Enköping Fagersta Guldsmedshytte Lindesberg Westmannia Ludvika Morgårdshammar Skultuna Surah. Bäcken Borås Forshaga Grums Trollhättan Viking Mariestad Mölndal Skövde Tibro Kenty Boro/Landsbro HV71 IFK/IKS Mjölby Södra Nyköping Skillingaryd Tranås Vimmerby Örebro Alvesta Gislaved Halmstad Troja Skäret Kallinge Malmö Nybro Rögle Växjö |
| Fagersta AIK               | Fagersta                   | Forshaga IF                | Forshaga                   | Boden Clemensnäs/Rönnskär IFK Kiruna Kiruna AIF IFK Luleå Kåge Luleå SK Malmberget Medle Piteå Granö Heffners/ Ortviken Järved Nordingrå Sollefteå Teg Tunadal Örnsköldsvik Östersund Ånge Bollnäs Falun Gävle Godtemplare Hofors Ljusne Malung Storvik Strand Strömsbro Vikarby Almtuna Remo Norrtälje Nynäshamn Väsby Göta, Hammarby, Huddinge, Nacka, Stocksund, Traneberg og Trångsund Avesta Enköping Fagersta Guldsmedshytte Lindesberg Westmannia Ludvika Morgårdshammar Skultuna Surah. Bäcken Borås Forshaga Grums Trollhättan Viking Mariestad Mölndal Skövde Tibro Kenty Boro/Landsbro HV71 IFK/IKS Mjölby Södra Nyköping Skillingaryd Tranås Vimmerby Örebro Alvesta Gislaved Halmstad Troja Skäret Kallinge Malmö Nybro Rögle Växjö |
| Guldsmedshytte SK          | Storå                      | Grums IK                   | Grums                      | Boden Clemensnäs/Rönnskär IFK Kiruna Kiruna AIF IFK Luleå Kåge Luleå SK Malmberget Medle Piteå Granö Heffners/ Ortviken Järved Nordingrå Sollefteå Teg Tunadal Örnsköldsvik Östersund Ånge Bollnäs Falun Gävle Godtemplare Hofors Ljusne Malung Storvik Strand Strömsbro Vikarby Almtuna Remo Norrtälje Nynäshamn Väsby Göta, Hammarby, Huddinge, Nacka, Stocksund, Traneberg og Trångsund Avesta Enköping Fagersta Guldsmedshytte Lindesberg Westmannia Ludvika Morgårdshammar Skultuna Surah. Bäcken Borås Forshaga Grums Trollhättan Viking Mariestad Mölndal Skövde Tibro Kenty Boro/Landsbro HV71 IFK/IKS Mjölby Södra Nyköping Skillingaryd Tranås Vimmerby Örebro Alvesta Gislaved Halmstad Troja Skäret Kallinge Malmö Nybro Rögle Växjö |
| IFK Lindesberg             | Lindesberg                 | IFK Trollhättan            | Trollhättan                | Boden Clemensnäs/Rönnskär IFK Kiruna Kiruna AIF IFK Luleå Kåge Luleå SK Malmberget Medle Piteå Granö Heffners/ Ortviken Järved Nordingrå Sollefteå Teg Tunadal Örnsköldsvik Östersund Ånge Bollnäs Falun Gävle Godtemplare Hofors Ljusne Malung Storvik Strand Strömsbro Vikarby Almtuna Remo Norrtälje Nynäshamn Väsby Göta, Hammarby, Huddinge, Nacka, Stocksund, Traneberg og Trångsund Avesta Enköping Fagersta Guldsmedshytte Lindesberg Westmannia Ludvika Morgårdshammar Skultuna Surah. Bäcken Borås Forshaga Grums Trollhättan Viking Mariestad Mölndal Skövde Tibro Kenty Boro/Landsbro HV71 IFK/IKS Mjölby Södra Nyköping Skillingaryd Tranås Vimmerby Örebro Alvesta Gislaved Halmstad Troja Skäret Kallinge Malmö Nybro Rögle Växjö |
| IK Westmannia              | Köping                     | IK Viking                  | Hagfors                    | Boden Clemensnäs/Rönnskär IFK Kiruna Kiruna AIF IFK Luleå Kåge Luleå SK Malmberget Medle Piteå Granö Heffners/ Ortviken Järved Nordingrå Sollefteå Teg Tunadal Örnsköldsvik Östersund Ånge Bollnäs Falun Gävle Godtemplare Hofors Ljusne Malung Storvik Strand Strömsbro Vikarby Almtuna Remo Norrtälje Nynäshamn Väsby Göta, Hammarby, Huddinge, Nacka, Stocksund, Traneberg og Trångsund Avesta Enköping Fagersta Guldsmedshytte Lindesberg Westmannia Ludvika Morgårdshammar Skultuna Surah. Bäcken Borås Forshaga Grums Trollhättan Viking Mariestad Mölndal Skövde Tibro Kenty Boro/Landsbro HV71 IFK/IKS Mjölby Södra Nyköping Skillingaryd Tranås Vimmerby Örebro Alvesta Gislaved Halmstad Troja Skäret Kallinge Malmö Nybro Rögle Växjö |
| Ludvika FFI                | Ludvika                    | Mariestad BoIS             | Mariestad                  | Boden Clemensnäs/Rönnskär IFK Kiruna Kiruna AIF IFK Luleå Kåge Luleå SK Malmberget Medle Piteå Granö Heffners/ Ortviken Järved Nordingrå Sollefteå Teg Tunadal Örnsköldsvik Östersund Ånge Bollnäs Falun Gävle Godtemplare Hofors Ljusne Malung Storvik Strand Strömsbro Vikarby Almtuna Remo Norrtälje Nynäshamn Väsby Göta, Hammarby, Huddinge, Nacka, Stocksund, Traneberg og Trångsund Avesta Enköping Fagersta Guldsmedshytte Lindesberg Westmannia Ludvika Morgårdshammar Skultuna Surah. Bäcken Borås Forshaga Grums Trollhättan Viking Mariestad Mölndal Skövde Tibro Kenty Boro/Landsbro HV71 IFK/IKS Mjölby Södra Nyköping Skillingaryd Tranås Vimmerby Örebro Alvesta Gislaved Halmstad Troja Skäret Kallinge Malmö Nybro Rögle Växjö |
| Morgårdshammars IF         | Smedjebacken               | Mölndals IF                | Göteborg                   | Boden Clemensnäs/Rönnskär IFK Kiruna Kiruna AIF IFK Luleå Kåge Luleå SK Malmberget Medle Piteå Granö Heffners/ Ortviken Järved Nordingrå Sollefteå Teg Tunadal Örnsköldsvik Östersund Ånge Bollnäs Falun Gävle Godtemplare Hofors Ljusne Malung Storvik Strand Strömsbro Vikarby Almtuna Remo Norrtälje Nynäshamn Väsby Göta, Hammarby, Huddinge, Nacka, Stocksund, Traneberg og Trångsund Avesta Enköping Fagersta Guldsmedshytte Lindesberg Westmannia Ludvika Morgårdshammar Skultuna Surah. Bäcken Borås Forshaga Grums Trollhättan Viking Mariestad Mölndal Skövde Tibro Kenty Boro/Landsbro HV71 IFK/IKS Mjölby Södra Nyköping Skillingaryd Tranås Vimmerby Örebro Alvesta Gislaved Halmstad Troja Skäret Kallinge Malmö Nybro Rögle Växjö |
| Skultuna IS                | Skultuna                   | Skövde IK                  | Skövde                     | Boden Clemensnäs/Rönnskär IFK Kiruna Kiruna AIF IFK Luleå Kåge Luleå SK Malmberget Medle Piteå Granö Heffners/ Ortviken Järved Nordingrå Sollefteå Teg Tunadal Örnsköldsvik Östersund Ånge Bollnäs Falun Gävle Godtemplare Hofors Ljusne Malung Storvik Strand Strömsbro Vikarby Almtuna Remo Norrtälje Nynäshamn Väsby Göta, Hammarby, Huddinge, Nacka, Stocksund, Traneberg og Trångsund Avesta Enköping Fagersta Guldsmedshytte Lindesberg Westmannia Ludvika Morgårdshammar Skultuna Surah. Bäcken Borås Forshaga Grums Trollhättan Viking Mariestad Mölndal Skövde Tibro Kenty Boro/Landsbro HV71 IFK/IKS Mjölby Södra Nyköping Skillingaryd Tranås Vimmerby Örebro Alvesta Gislaved Halmstad Troja Skäret Kallinge Malmö Nybro Rögle Växjö |
| Surahamamrs IF             | Surahammar                 | Tibro IK                   | Tibro                      | Boden Clemensnäs/Rönnskär IFK Kiruna Kiruna AIF IFK Luleå Kåge Luleå SK Malmberget Medle Piteå Granö Heffners/ Ortviken Järved Nordingrå Sollefteå Teg Tunadal Örnsköldsvik Östersund Ånge Bollnäs Falun Gävle Godtemplare Hofors Ljusne Malung Storvik Strand Strömsbro Vikarby Almtuna Remo Norrtälje Nynäshamn Väsby Göta, Hammarby, Huddinge, Nacka, Stocksund, Traneberg og Trångsund Avesta Enköping Fagersta Guldsmedshytte Lindesberg Westmannia Ludvika Morgårdshammar Skultuna Surah. Bäcken Borås Forshaga Grums Trollhättan Viking Mariestad Mölndal Skövde Tibro Kenty Boro/Landsbro HV71 IFK/IKS Mjölby Södra Nyköping Skillingaryd Tranås Vimmerby Örebro Alvesta Gislaved Halmstad Troja Skäret Kallinge Malmö Nybro Rögle Växjö |
| Syd                        |                            |                            |                            | Boden Clemensnäs/Rönnskär IFK Kiruna Kiruna AIF IFK Luleå Kåge Luleå SK Malmberget Medle Piteå Granö Heffners/ Ortviken Järved Nordingrå Sollefteå Teg Tunadal Örnsköldsvik Östersund Ånge Bollnäs Falun Gävle Godtemplare Hofors Ljusne Malung Storvik Strand Strömsbro Vikarby Almtuna Remo Norrtälje Nynäshamn Väsby Göta, Hammarby, Huddinge, Nacka, Stocksund, Traneberg og Trångsund Avesta Enköping Fagersta Guldsmedshytte Lindesberg Westmannia Ludvika Morgårdshammar Skultuna Surah. Bäcken Borås Forshaga Grums Trollhättan Viking Mariestad Mölndal Skövde Tibro Kenty Boro/Landsbro HV71 IFK/IKS Mjölby Södra Nyköping Skillingaryd Tranås Vimmerby Örebro Alvesta Gislaved Halmstad Troja Skäret Kallinge Malmö Nybro Rögle Växjö |
| Division II Syd A          | Division II Syd A          | Division II Syd B          | Division II Syd B          | Boden Clemensnäs/Rönnskär IFK Kiruna Kiruna AIF IFK Luleå Kåge Luleå SK Malmberget Medle Piteå Granö Heffners/ Ortviken Järved Nordingrå Sollefteå Teg Tunadal Örnsköldsvik Östersund Ånge Bollnäs Falun Gävle Godtemplare Hofors Ljusne Malung Storvik Strand Strömsbro Vikarby Almtuna Remo Norrtälje Nynäshamn Väsby Göta, Hammarby, Huddinge, Nacka, Stocksund, Traneberg og Trångsund Avesta Enköping Fagersta Guldsmedshytte Lindesberg Westmannia Ludvika Morgårdshammar Skultuna Surah. Bäcken Borås Forshaga Grums Trollhättan Viking Mariestad Mölndal Skövde Tibro Kenty Boro/Landsbro HV71 IFK/IKS Mjölby Södra Nyköping Skillingaryd Tranås Vimmerby Örebro Alvesta Gislaved Halmstad Troja Skäret Kallinge Malmö Nybro Rögle Växjö |
| BK Kenty                   | Linköping                  | Alvesta SK                 | Alvesta                    | Boden Clemensnäs/Rönnskär IFK Kiruna Kiruna AIF IFK Luleå Kåge Luleå SK Malmberget Medle Piteå Granö Heffners/ Ortviken Järved Nordingrå Sollefteå Teg Tunadal Örnsköldsvik Östersund Ånge Bollnäs Falun Gävle Godtemplare Hofors Ljusne Malung Storvik Strand Strömsbro Vikarby Almtuna Remo Norrtälje Nynäshamn Väsby Göta, Hammarby, Huddinge, Nacka, Stocksund, Traneberg og Trångsund Avesta Enköping Fagersta Guldsmedshytte Lindesberg Westmannia Ludvika Morgårdshammar Skultuna Surah. Bäcken Borås Forshaga Grums Trollhättan Viking Mariestad Mölndal Skövde Tibro Kenty Boro/Landsbro HV71 IFK/IKS Mjölby Södra Nyköping Skillingaryd Tranås Vimmerby Örebro Alvesta Gislaved Halmstad Troja Skäret Kallinge Malmö Nybro Rögle Växjö |
| Boro/Landsbro IF           | Landsbro                   | Gislaveds SK               | Gislaved                   | Boden Clemensnäs/Rönnskär IFK Kiruna Kiruna AIF IFK Luleå Kåge Luleå SK Malmberget Medle Piteå Granö Heffners/ Ortviken Järved Nordingrå Sollefteå Teg Tunadal Örnsköldsvik Östersund Ånge Bollnäs Falun Gävle Godtemplare Hofors Ljusne Malung Storvik Strand Strömsbro Vikarby Almtuna Remo Norrtälje Nynäshamn Väsby Göta, Hammarby, Huddinge, Nacka, Stocksund, Traneberg og Trångsund Avesta Enköping Fagersta Guldsmedshytte Lindesberg Westmannia Ludvika Morgårdshammar Skultuna Surah. Bäcken Borås Forshaga Grums Trollhättan Viking Mariestad Mölndal Skövde Tibro Kenty Boro/Landsbro HV71 IFK/IKS Mjölby Södra Nyköping Skillingaryd Tranås Vimmerby Örebro Alvesta Gislaved Halmstad Troja Skäret Kallinge Malmö Nybro Rögle Växjö |
| HV71                       | Jönköping                  | Halmstads HK               | Halmstad                   | Boden Clemensnäs/Rönnskär IFK Kiruna Kiruna AIF IFK Luleå Kåge Luleå SK Malmberget Medle Piteå Granö Heffners/ Ortviken Järved Nordingrå Sollefteå Teg Tunadal Örnsköldsvik Östersund Ånge Bollnäs Falun Gävle Godtemplare Hofors Ljusne Malung Storvik Strand Strömsbro Vikarby Almtuna Remo Norrtälje Nynäshamn Väsby Göta, Hammarby, Huddinge, Nacka, Stocksund, Traneberg og Trångsund Avesta Enköping Fagersta Guldsmedshytte Lindesberg Westmannia Ludvika Morgårdshammar Skultuna Surah. Bäcken Borås Forshaga Grums Trollhättan Viking Mariestad Mölndal Skövde Tibro Kenty Boro/Landsbro HV71 IFK/IKS Mjölby Södra Nyköping Skillingaryd Tranås Vimmerby Örebro Alvesta Gislaved Halmstad Troja Skäret Kallinge Malmö Nybro Rögle Växjö |
| IK IFK/IKS                 | Norrköping                 | IF Troja                   | Ljungby                    | Boden Clemensnäs/Rönnskär IFK Kiruna Kiruna AIF IFK Luleå Kåge Luleå SK Malmberget Medle Piteå Granö Heffners/ Ortviken Järved Nordingrå Sollefteå Teg Tunadal Örnsköldsvik Östersund Ånge Bollnäs Falun Gävle Godtemplare Hofors Ljusne Malung Storvik Strand Strömsbro Vikarby Almtuna Remo Norrtälje Nynäshamn Väsby Göta, Hammarby, Huddinge, Nacka, Stocksund, Traneberg og Trångsund Avesta Enköping Fagersta Guldsmedshytte Lindesberg Westmannia Ludvika Morgårdshammar Skultuna Surah. Bäcken Borås Forshaga Grums Trollhättan Viking Mariestad Mölndal Skövde Tibro Kenty Boro/Landsbro HV71 IFK/IKS Mjölby Södra Nyköping Skillingaryd Tranås Vimmerby Örebro Alvesta Gislaved Halmstad Troja Skäret Kallinge Malmö Nybro Rögle Växjö |
| Mjölby Södra IF            | Mjölby                     | IK Skäret                  | Limhamn                    | Boden Clemensnäs/Rönnskär IFK Kiruna Kiruna AIF IFK Luleå Kåge Luleå SK Malmberget Medle Piteå Granö Heffners/ Ortviken Järved Nordingrå Sollefteå Teg Tunadal Örnsköldsvik Östersund Ånge Bollnäs Falun Gävle Godtemplare Hofors Ljusne Malung Storvik Strand Strömsbro Vikarby Almtuna Remo Norrtälje Nynäshamn Väsby Göta, Hammarby, Huddinge, Nacka, Stocksund, Traneberg og Trångsund Avesta Enköping Fagersta Guldsmedshytte Lindesberg Westmannia Ludvika Morgårdshammar Skultuna Surah. Bäcken Borås Forshaga Grums Trollhättan Viking Mariestad Mölndal Skövde Tibro Kenty Boro/Landsbro HV71 IFK/IKS Mjölby Södra Nyköping Skillingaryd Tranås Vimmerby Örebro Alvesta Gislaved Halmstad Troja Skäret Kallinge Malmö Nybro Rögle Växjö |
| Nyköpings BIS              | Nyköping                   | Kallinge SK                | Kallinge                   | Boden Clemensnäs/Rönnskär IFK Kiruna Kiruna AIF IFK Luleå Kåge Luleå SK Malmberget Medle Piteå Granö Heffners/ Ortviken Järved Nordingrå Sollefteå Teg Tunadal Örnsköldsvik Östersund Ånge Bollnäs Falun Gävle Godtemplare Hofors Ljusne Malung Storvik Strand Strömsbro Vikarby Almtuna Remo Norrtälje Nynäshamn Väsby Göta, Hammarby, Huddinge, Nacka, Stocksund, Traneberg og Trångsund Avesta Enköping Fagersta Guldsmedshytte Lindesberg Westmannia Ludvika Morgårdshammar Skultuna Surah. Bäcken Borås Forshaga Grums Trollhättan Viking Mariestad Mölndal Skövde Tibro Kenty Boro/Landsbro HV71 IFK/IKS Mjölby Södra Nyköping Skillingaryd Tranås Vimmerby Örebro Alvesta Gislaved Halmstad Troja Skäret Kallinge Malmö Nybro Rögle Växjö |
| Skillingaryds IS           | Skillingaryd               | Malmö IF                   | Malmö                      | Boden Clemensnäs/Rönnskär IFK Kiruna Kiruna AIF IFK Luleå Kåge Luleå SK Malmberget Medle Piteå Granö Heffners/ Ortviken Järved Nordingrå Sollefteå Teg Tunadal Örnsköldsvik Östersund Ånge Bollnäs Falun Gävle Godtemplare Hofors Ljusne Malung Storvik Strand Strömsbro Vikarby Almtuna Remo Norrtälje Nynäshamn Väsby Göta, Hammarby, Huddinge, Nacka, Stocksund, Traneberg og Trångsund Avesta Enköping Fagersta Guldsmedshytte Lindesberg Westmannia Ludvika Morgårdshammar Skultuna Surah. Bäcken Borås Forshaga Grums Trollhättan Viking Mariestad Mölndal Skövde Tibro Kenty Boro/Landsbro HV71 IFK/IKS Mjölby Södra Nyköping Skillingaryd Tranås Vimmerby Örebro Alvesta Gislaved Halmstad Troja Skäret Kallinge Malmö Nybro Rögle Växjö |
| Tranås AIF                 | Tranås                     | Nybro IF                   | Nybro                      | Boden Clemensnäs/Rönnskär IFK Kiruna Kiruna AIF IFK Luleå Kåge Luleå SK Malmberget Medle Piteå Granö Heffners/ Ortviken Järved Nordingrå Sollefteå Teg Tunadal Örnsköldsvik Östersund Ånge Bollnäs Falun Gävle Godtemplare Hofors Ljusne Malung Storvik Strand Strömsbro Vikarby Almtuna Remo Norrtälje Nynäshamn Väsby Göta, Hammarby, Huddinge, Nacka, Stocksund, Traneberg og Trångsund Avesta Enköping Fagersta Guldsmedshytte Lindesberg Westmannia Ludvika Morgårdshammar Skultuna Surah. Bäcken Borås Forshaga Grums Trollhättan Viking Mariestad Mölndal Skövde Tibro Kenty Boro/Landsbro HV71 IFK/IKS Mjölby Södra Nyköping Skillingaryd Tranås Vimmerby Örebro Alvesta Gislaved Halmstad Troja Skäret Kallinge Malmö Nybro Rögle Växjö |
| Vimmerby IF                | Vimmerby                   | Rögle BK                   | Ängelholm                  | Boden Clemensnäs/Rönnskär IFK Kiruna Kiruna AIF IFK Luleå Kåge Luleå SK Malmberget Medle Piteå Granö Heffners/ Ortviken Järved Nordingrå Sollefteå Teg Tunadal Örnsköldsvik Östersund Ånge Bollnäs Falun Gävle Godtemplare Hofors Ljusne Malung Storvik Strand Strömsbro Vikarby Almtuna Remo Norrtälje Nynäshamn Väsby Göta, Hammarby, Huddinge, Nacka, Stocksund, Traneberg og Trångsund Avesta Enköping Fagersta Guldsmedshytte Lindesberg Westmannia Ludvika Morgårdshammar Skultuna Surah. Bäcken Borås Forshaga Grums Trollhättan Viking Mariestad Mölndal Skövde Tibro Kenty Boro/Landsbro HV71 IFK/IKS Mjölby Södra Nyköping Skillingaryd Tranås Vimmerby Örebro Alvesta Gislaved Halmstad Troja Skäret Kallinge Malmö Nybro Rögle Växjö |
| Örebro IK                  | Örebro                     | Växjö HC                   | Växjö                      | Boden Clemensnäs/Rönnskär IFK Kiruna Kiruna AIF IFK Luleå Kåge Luleå SK Malmberget Medle Piteå Granö Heffners/ Ortviken Järved Nordingrå Sollefteå Teg Tunadal Örnsköldsvik Östersund Ånge Bollnäs Falun Gävle Godtemplare Hofors Ljusne Malung Storvik Strand Strömsbro Vikarby Almtuna Remo Norrtälje Nynäshamn Väsby Göta, Hammarby, Huddinge, Nacka, Stocksund, Traneberg og Trångsund Avesta Enköping Fagersta Guldsmedshytte Lindesberg Westmannia Ludvika Morgårdshammar Skultuna Surah. Bäcken Borås Forshaga Grums Trollhättan Viking Mariestad Mölndal Skövde Tibro Kenty Boro/Landsbro HV71 IFK/IKS Mjölby Södra Nyköping Skillingaryd Tranås Vimmerby Örebro Alvesta Gislaved Halmstad Troja Skäret Kallinge Malmö Nybro Rögle Växjö |

### Division II Nord A
| \| Nr \| Hold \| K \| V \| U \| T \| Mf \| \| Mi \| +/- \| P \| \| -- \| ----------------------- \| -- \| -- \| - \| -- \| --- \| - \| --- \| ---- \| ------------------------------------ \| \| 1 \| Kiruna AIF \| 18 \| 15 \| 1 \| 2 \| 119 \| – \| 39 \| +80 \| 31Oprykningsspil \| \| 2 \| IFK Luleå \| 18 \| 13 \| 0 \| 5 \| 124 \| – \| 59 \| +65 \| 26 \| \| 3 \| Bodens BK \| 18 \| 12 \| 1 \| 5 \| 88 \| – \| 55 \| +33 \| 25 \| \| 4 \| Piteå IF \| 18 \| 11 \| 1 \| 6 \| 89 \| – \| 59 \| +30 \| 23 \| \| 5 \| Clemensnäs/Rönnskärs IF \| 18 \| 11 \| 1 \| 6 \| 94 \| – \| 65 \| +29 \| 23 \| \| 6 \| Medle SK \| 18 \| 11 \| 1 \| 6 \| 75 \| – \| 55 \| +20 \| 23 \| \| 7 \| IFK Kiruna \| 18 \| 6 \| 0 \| 12 \| 86 \| – \| 94 \| −8 \| 12 \| \| 8 \| Kåge IF (O) \| 18 \| 3 \| 0 \| 15 \| 48 \| – \| 118 \| −70 \| 6 \| \| 9 \| Malmbergets AIF (O) \| 18 \| 3 \| 0 \| 15 \| 48 \| – \| 157 \| −109 \| 6Nedrykning til Division III 1973-74 \| \| 10 \| Luleå SK (O) \| 18 \| 2 \| 1 \| 15 \| 53 \| – \| 123 \| −70 \| 5Nedrykning til Division III 1973-74 \| K: Kampe spillet, V: Vundne kampe, U: Uafgjorte kampe, T: Tabte kampe, Mf: Mål for, Mi: Mål imod, +/-: Måldifference, P: Point |                         |    |    |   |    |     |   |     |      |                                      |
| Nr | Hold                    | K  | V  | U | T  | Mf  |   | Mi  | +/-  | P                                    |
| 1 | Kiruna AIF              | 18 | 15 | 1 | 2  | 119 | – | 39  | +80  | 31Oprykningsspil                     |
| 2 | IFK Luleå               | 18 | 13 | 0 | 5  | 124 | – | 59  | +65  | 26                                   |
| 3 | Bodens BK               | 18 | 12 | 1 | 5  | 88  | – | 55  | +33  | 25                                   |
| 4 | Piteå IF                | 18 | 11 | 1 | 6  | 89  | – | 59  | +30  | 23                                   |
| 5 | Clemensnäs/Rönnskärs IF | 18 | 11 | 1 | 6  | 94  | – | 65  | +29  | 23                                   |
| 6 | Medle SK                | 18 | 11 | 1 | 6  | 75  | – | 55  | +20  | 23                                   |
| 7 | IFK Kiruna              | 18 | 6  | 0 | 12 | 86  | – | 94  | −8   | 12                                   |
| 8 | Kåge IF (O)             | 18 | 3  | 0 | 15 | 48  | – | 118 | −70  | 6                                    |
| 9 | Malmbergets AIF (O)     | 18 | 3  | 0 | 15 | 48  | – | 157 | −109 | 6Nedrykning til Division III 1973-74 |
| 10 | Luleå SK (O)            | 18 | 2  | 1 | 15 | 53  | – | 123 | −70  | 5Nedrykning til Division III 1973-74 |

### Division II Nord B
| \| Nr \| Hold \| K \| V \| U \| T \| Mf \| \| Mi \| +/- \| P \| \| -- \| --------------------- \| -- \| -- \| - \| -- \| --- \| - \| --- \| --- \| ------------------------------------ \| \| 1 \| Tunadals IF \| 18 \| 14 \| 2 \| 2 \| 93 \| – \| 42 \| +51 \| 30Oprykningsspil \| \| 2 \| Tegs SK \| 18 \| 14 \| 1 \| 3 \| 100 \| – \| 37 \| +63 \| 29 \| \| 3 \| Heffners/Ortvikens IF \| 18 \| 12 \| 3 \| 3 \| 92 \| – \| 44 \| +48 \| 27 \| \| 4 \| Järveds IF \| 18 \| 10 \| 2 \| 6 \| 89 \| – \| 67 \| +22 \| 22 \| \| 5 \| Örnsköldsviks SK \| 18 \| 8 \| 3 \| 7 \| 61 \| – \| 73 \| −12 \| 19 \| \| 6 \| Granö IF \| 18 \| 7 \| 2 \| 9 \| 78 \| – \| 71 \| +7 \| 16 \| \| 7 \| Nordingrå SK \| 18 \| 5 \| 3 \| 10 \| 65 \| – \| 104 \| −39 \| 13 \| \| 8 \| Östersunds IK \| 18 \| 5 \| 2 \| 11 \| 60 \| – \| 99 \| −39 \| 12 \| \| 9 \| Ånge IK (O) \| 18 \| 1 \| 5 \| 12 \| 51 \| – \| 99 \| −48 \| 7Nedrykning til Division III 1973-74 \| \| 10 \| Sollefteå IK \| 18 \| 1 \| 3 \| 14 \| 45 \| – \| 98 \| −53 \| 5Nedrykning til Division III 1973-74 \| K: Kampe spillet, V: Vundne kampe, U: Uafgjorte kampe, T: Tabte kampe, Mf: Mål for, Mi: Mål imod, +/-: Måldifference, P: Point |                       |    |    |   |    |     |   |     |     |                                      |
| Nr | Hold                  | K  | V  | U | T  | Mf  |   | Mi  | +/- | P                                    |
| 1 | Tunadals IF           | 18 | 14 | 2 | 2  | 93  | – | 42  | +51 | 30Oprykningsspil                     |
| 2 | Tegs SK               | 18 | 14 | 1 | 3  | 100 | – | 37  | +63 | 29                                   |
| 3 | Heffners/Ortvikens IF | 18 | 12 | 3 | 3  | 92  | – | 44  | +48 | 27                                   |
| 4 | Järveds IF            | 18 | 10 | 2 | 6  | 89  | – | 67  | +22 | 22                                   |
| 5 | Örnsköldsviks SK      | 18 | 8  | 3 | 7  | 61  | – | 73  | −12 | 19                                   |
| 6 | Granö IF              | 18 | 7  | 2 | 9  | 78  | – | 71  | +7  | 16                                   |
| 7 | Nordingrå SK          | 18 | 5  | 3 | 10 | 65  | – | 104 | −39 | 13                                   |
| 8 | Östersunds IK         | 18 | 5  | 2 | 11 | 60  | – | 99  | −39 | 12                                   |
| 9 | Ånge IK (O)           | 18 | 1  | 5 | 12 | 51  | – | 99  | −48 | 7Nedrykning til Division III 1973-74 |
| 10 | Sollefteå IK          | 18 | 1  | 3 | 14 | 45  | – | 98  | −53 | 5Nedrykning til Division III 1973-74 |

### Division II Øst A
| \| Nr \| Hold \| K \| V \| U \| T \| Mf \| \| Mi \| +/- \| P \| \| -- \| --------------------- \| -- \| -- \| - \| -- \| --- \| - \| --- \| --- \| ------------------------------------ \| \| 1 \| Hofors IK \| 18 \| 14 \| 1 \| 3 \| 107 \| – \| 57 \| +50 \| 29Oprykningsspil \| \| 2 \| Strömsbro IF \| 18 \| 14 \| 0 \| 4 \| 124 \| – \| 59 \| +65 \| 28 \| \| 3 \| Gävle Godtemplares IK \| 18 \| 12 \| 3 \| 3 \| 115 \| – \| 75 \| +40 \| 27 \| \| 4 \| Bollnäs IS \| 18 \| 13 \| 0 \| 5 \| 80 \| – \| 49 \| +31 \| 26 \| \| 5 \| Falu IF \| 18 \| 10 \| 1 \| 7 \| 97 \| – \| 69 \| +28 \| 21 \| \| 6 \| Malungs IF \| 18 \| 4 \| 4 \| 10 \| 61 \| – \| 76 \| −15 \| 12 \| \| 7 \| Storviks IF \| 18 \| 5 \| 2 \| 11 \| 72 \| – \| 104 \| −32 \| 12 \| \| 8 \| Ljusne AIK \| 18 \| 6 \| 0 \| 12 \| 64 \| – \| 101 \| −37 \| 12 \| \| 9 \| Strands IF (O) \| 18 \| 3 \| 1 \| 14 \| 63 \| – \| 102 \| −39 \| 7Nedrykning til Division III 1973-74 \| \| 10 \| Vikarby IK (O) \| 18 \| 3 \| 0 \| 15 \| 45 \| – \| 136 \| −91 \| 6Nedrykning til Division III 1973-74 \| K: Kampe spillet, V: Vundne kampe, U: Uafgjorte kampe, T: Tabte kampe, Mf: Mål for, Mi: Mål imod, +/-: Måldifference, P: Point |                       |    |    |   |    |     |   |     |     |                                      |
| Nr | Hold                  | K  | V  | U | T  | Mf  |   | Mi  | +/- | P                                    |
| 1 | Hofors IK             | 18 | 14 | 1 | 3  | 107 | – | 57  | +50 | 29Oprykningsspil                     |
| 2 | Strömsbro IF          | 18 | 14 | 0 | 4  | 124 | – | 59  | +65 | 28                                   |
| 3 | Gävle Godtemplares IK | 18 | 12 | 3 | 3  | 115 | – | 75  | +40 | 27                                   |
| 4 | Bollnäs IS            | 18 | 13 | 0 | 5  | 80  | – | 49  | +31 | 26                                   |
| 5 | Falu IF               | 18 | 10 | 1 | 7  | 97  | – | 69  | +28 | 21                                   |
| 6 | Malungs IF            | 18 | 4  | 4 | 10 | 61  | – | 76  | −15 | 12                                   |
| 7 | Storviks IF           | 18 | 5  | 2 | 11 | 72  | – | 104 | −32 | 12                                   |
| 8 | Ljusne AIK            | 18 | 6  | 0 | 12 | 64  | – | 101 | −37 | 12                                   |
| 9 | Strands IF (O)        | 18 | 3  | 1 | 14 | 63  | – | 102 | −39 | 7Nedrykning til Division III 1973-74 |
| 10 | Vikarby IK (O)        | 18 | 3  | 0 | 15 | 45  | – | 136 | −91 | 6Nedrykning til Division III 1973-74 |

### Division II Øst B
| \| Nr \| Hold \| K \| V \| U \| T \| Mf \| \| Mi \| +/- \| P \| \| -- \| ----------------- \| -- \| -- \| - \| -- \| --- \| - \| --- \| --- \| ------------------------------------ \| \| 1 \| Hammarby IF \| 22 \| 19 \| 0 \| 3 \| 106 \| – \| 65 \| +41 \| 38Oprykningsspil \| \| 2 \| Almtuna IS \| 22 \| 17 \| 3 \| 2 \| 130 \| – \| 61 \| +69 \| 37 \| \| 3 \| Huddinge IK \| 22 \| 13 \| 4 \| 5 \| 103 \| – \| 74 \| +29 \| 30 \| \| 4 \| Nacka SK (N) \| 22 \| 14 \| 1 \| 7 \| 113 \| – \| 66 \| +47 \| 29 \| \| 5 \| IK Göta \| 22 \| 9 \| 5 \| 8 \| 82 \| – \| 70 \| +12 \| 23 \| \| 6 \| Väsby IK \| 22 \| 11 \| 1 \| 10 \| 105 \| – \| 94 \| +11 \| 23 \| \| 7 \| BK Remo \| 22 \| 10 \| 2 \| 10 \| 108 \| – \| 99 \| +9 \| 22 \| \| 8 \| Norrtälje IK (O) \| 22 \| 8 \| 2 \| 12 \| 81 \| – \| 95 \| −14 \| 18 \| \| 9 \| Nynäshamns IF (O) \| 22 \| 7 \| 3 \| 12 \| 82 \| – \| 104 \| −22 \| 17 \| \| 10 \| Stocksunds IF \| 22 \| 6 \| 2 \| 14 \| 82 \| – \| 126 \| −44 \| 14 \| \| 11 \| Tranebergs IF \| 22 \| 2 \| 3 \| 17 \| 61 \| – \| 124 \| −63 \| 7Nedrykning til Division III 1973-74 \| \| 12 \| Trångsunds IF (O) \| 22 \| 3 \| 0 \| 19 \| 63 \| – \| 138 \| −75 \| 6Nedrykning til Division III 1973-74 \| K: Kampe spillet, V: Vundne kampe, U: Uafgjorte kampe, T: Tabte kampe, Mf: Mål for, Mi: Mål imod, +/-: Måldifference, P: Point |                   |    |    |   |    |     |   |     |     |                                      |
| Nr | Hold              | K  | V  | U | T  | Mf  |   | Mi  | +/- | P                                    |
| 1 | Hammarby IF       | 22 | 19 | 0 | 3  | 106 | – | 65  | +41 | 38Oprykningsspil                     |
| 2 | Almtuna IS        | 22 | 17 | 3 | 2  | 130 | – | 61  | +69 | 37                                   |
| 3 | Huddinge IK       | 22 | 13 | 4 | 5  | 103 | – | 74  | +29 | 30                                   |
| 4 | Nacka SK (N)      | 22 | 14 | 1 | 7  | 113 | – | 66  | +47 | 29                                   |
| 5 | IK Göta           | 22 | 9  | 5 | 8  | 82  | – | 70  | +12 | 23                                   |
| 6 | Väsby IK          | 22 | 11 | 1 | 10 | 105 | – | 94  | +11 | 23                                   |
| 7 | BK Remo           | 22 | 10 | 2 | 10 | 108 | – | 99  | +9  | 22                                   |
| 8 | Norrtälje IK (O)  | 22 | 8  | 2 | 12 | 81  | – | 95  | −14 | 18                                   |
| 9 | Nynäshamns IF (O) | 22 | 7  | 3 | 12 | 82  | – | 104 | −22 | 17                                   |
| 10 | Stocksunds IF     | 22 | 6  | 2 | 14 | 82  | – | 126 | −44 | 14                                   |
| 11 | Tranebergs IF     | 22 | 2  | 3 | 17 | 61  | – | 124 | −63 | 7Nedrykning til Division III 1973-74 |
| 12 | Trångsunds IF (O) | 22 | 3  | 0 | 19 | 63  | – | 138 | −75 | 6Nedrykning til Division III 1973-74 |

### Division II Vest A
| \| Nr \| Hold \| K \| V \| U \| T \| Mf \| \| Mi \| +/- \| P \| \| -- \| ---------------------- \| -- \| -- \| - \| -- \| --- \| - \| -- \| --- \| ------------------------------------ \| \| 1 \| Surahammars IF (N) \| 18 \| 13 \| 2 \| 3 \| 113 \| – \| 46 \| +67 \| 28Oprykningsspil \| \| 2 \| Fagersta AIK \| 18 \| 13 \| 1 \| 4 \| 119 \| – \| 51 \| +68 \| 27 \| \| 3 \| Skultuna IS \| 18 \| 13 \| 0 \| 5 \| 74 \| – \| 60 \| +14 \| 26 \| \| 4 \| IFK Lindesberg \| 18 \| 12 \| 2 \| 4 \| 78 \| – \| 66 \| +12 \| 26 \| \| 5 \| Guldsmedshytte SK \| 18 \| 10 \| 2 \| 6 \| 67 \| – \| 52 \| +15 \| 22 \| \| 6 \| Avesta BK \| 18 \| 8 \| 1 \| 9 \| 67 \| – \| 82 \| −15 \| 17 \| \| 7 \| Morgårdshammars IF (O) \| 18 \| 5 \| 3 \| 10 \| 54 \| – \| 94 \| −40 \| 13 \| \| 8 \| Enköpings SK \| 18 \| 4 \| 1 \| 13 \| 48 \| – \| 76 \| −28 \| 9 \| \| 9 \| IK Westmannia \| 18 \| 3 \| 1 \| 14 \| 44 \| – \| 95 \| −51 \| 7Nedrykning til Division III 1973-74 \| \| 10 \| Ludvika FFI \| 18 \| 2 \| 1 \| 15 \| 40 \| – \| 82 \| −42 \| 5Nedrykning til Division III 1973-74 \| K: Kampe spillet, V: Vundne kampe, U: Uafgjorte kampe, T: Tabte kampe, Mf: Mål for, Mi: Mål imod, +/-: Måldifference, P: Point |                        |    |    |   |    |     |   |    |     |                                      |
| Nr | Hold                   | K  | V  | U | T  | Mf  |   | Mi | +/- | P                                    |
| 1 | Surahammars IF (N)     | 18 | 13 | 2 | 3  | 113 | – | 46 | +67 | 28Oprykningsspil                     |
| 2 | Fagersta AIK           | 18 | 13 | 1 | 4  | 119 | – | 51 | +68 | 27                                   |
| 3 | Skultuna IS            | 18 | 13 | 0 | 5  | 74  | – | 60 | +14 | 26                                   |
| 4 | IFK Lindesberg         | 18 | 12 | 2 | 4  | 78  | – | 66 | +12 | 26                                   |
| 5 | Guldsmedshytte SK      | 18 | 10 | 2 | 6  | 67  | – | 52 | +15 | 22                                   |
| 6 | Avesta BK              | 18 | 8  | 1 | 9  | 67  | – | 82 | −15 | 17                                   |
| 7 | Morgårdshammars IF (O) | 18 | 5  | 3 | 10 | 54  | – | 94 | −40 | 13                                   |
| 8 | Enköpings SK           | 18 | 4  | 1 | 13 | 48  | – | 76 | −28 | 9                                    |
| 9 | IK Westmannia          | 18 | 3  | 1 | 14 | 44  | – | 95 | −51 | 7Nedrykning til Division III 1973-74 |
| 10 | Ludvika FFI            | 18 | 2  | 1 | 15 | 40  | – | 82 | −42 | 5Nedrykning til Division III 1973-74 |

### Division II Vest B
| \| Nr \| Hold \| K \| V \| U \| T \| Mf \| \| Mi \| +/- \| P \| \| -- \| ------------------- \| -- \| -- \| - \| -- \| --- \| - \| --- \| --- \| ------------------------------------- \| \| 1 \| Grums IK \| 18 \| 14 \| 1 \| 3 \| 126 \| – \| 61 \| +65 \| 29Oprykningsspil \| \| 2 \| Tibro IK \| 18 \| 10 \| 2 \| 6 \| 82 \| – \| 79 \| +3 \| 22 \| \| 3 \| IK Viking (O) \| 18 \| 10 \| 1 \| 7 \| 82 \| – \| 66 \| +16 \| 21 \| \| 4 \| Mölndals IF \| 18 \| 8 \| 4 \| 6 \| 78 \| – \| 52 \| +26 \| 20 \| \| 5 \| BK Bäcken (O) \| 18 \| 9 \| 2 \| 7 \| 80 \| – \| 87 \| −7 \| 20 \| \| 6 \| Forshaga IF \| 18 \| 8 \| 2 \| 8 \| 83 \| – \| 67 \| +16 \| 18 \| \| 7 \| Skövde IK \| 18 \| 8 \| 1 \| 9 \| 79 \| – \| 77 \| +2 \| 17 \| \| 8 \| Mariestad BoIS \| 18 \| 7 \| 2 \| 9 \| 56 \| – \| 69 \| −13 \| 16 \| \| 9 \| Borås HC \| 18 \| 5 \| 6 \| 7 \| 72 \| – \| 87 \| −15 \| 16Nedrykning til Division III 1973-74 \| \| 10 \| IFK Trollhättan (O) \| 18 \| 0 \| 1 \| 17 \| 43 \| – \| 136 \| −93 \| 1Nedrykning til Division III 1973-74 \| K: Kampe spillet, V: Vundne kampe, U: Uafgjorte kampe, T: Tabte kampe, Mf: Mål for, Mi: Mål imod, +/-: Måldifference, P: Point |                     |    |    |   |    |     |   |     |     |                                       |
| Nr | Hold                | K  | V  | U | T  | Mf  |   | Mi  | +/- | P                                     |
| 1 | Grums IK            | 18 | 14 | 1 | 3  | 126 | – | 61  | +65 | 29Oprykningsspil                      |
| 2 | Tibro IK            | 18 | 10 | 2 | 6  | 82  | – | 79  | +3  | 22                                    |
| 3 | IK Viking (O)       | 18 | 10 | 1 | 7  | 82  | – | 66  | +16 | 21                                    |
| 4 | Mölndals IF         | 18 | 8  | 4 | 6  | 78  | – | 52  | +26 | 20                                    |
| 5 | BK Bäcken (O)       | 18 | 9  | 2 | 7  | 80  | – | 87  | −7  | 20                                    |
| 6 | Forshaga IF         | 18 | 8  | 2 | 8  | 83  | – | 67  | +16 | 18                                    |
| 7 | Skövde IK           | 18 | 8  | 1 | 9  | 79  | – | 77  | +2  | 17                                    |
| 8 | Mariestad BoIS      | 18 | 7  | 2 | 9  | 56  | – | 69  | −13 | 16                                    |
| 9 | Borås HC            | 18 | 5  | 6 | 7  | 72  | – | 87  | −15 | 16Nedrykning til Division III 1973-74 |
| 10 | IFK Trollhättan (O) | 18 | 0  | 1 | 17 | 43  | – | 136 | −93 | 1Nedrykning til Division III 1973-74  |

| Forshaga IF     | IFK Trollhättan | 5–2     |
| IK Viking       | BK Bäcken       | 8–3     |
| Mariestad BoIS  | Grums IK        | 12–10   |
| Tibro IK        | Borås HC        | 5–5     |
| IFK Trollhättan | Tibro IK        | 5–7     |
| Borås HC        | Mariestad BoIS  | 2–3     |
| Skövde IK       | Mölndals IF     | 3–4     |
| BK Bäcken       | Forshaga IF     | 1–7     |
| IK Viking       | Skövde IK       | 7–3     |
| Grums IK        | Mölndals IF     | 6–3     |
| Mariestad BoIS  | IFK Trollhättan | 4–2     |
| Tibro IK        | Forshaga IF     | 4–3     |
| Forshaga IF     | Mariestad BoIS  | 1–4     |
| Borås HC        | Mölndals IF     | 4–4     |
| Grums IK        | IK Viking       | 2–0     |
| BK Bäcken       | Tibro IK        | 5–2     |
| Mölndals IF     | IFK Trollhättan | 7–1     |
| IK Viking       | Borås HC        | 2–2     |
| Mariestad BoIS  | Tibro IK        | 4–2     |
| Skövde IK       | BK Bäcken       | 4–6     |
| Forshaga IF     | Mölndals IF     | 1–5     |
| IFK Trollhättan | IK Viking       | 3–6     |
| Grums IK        | Skövde IK       | 10–21   |
| BK Bäcken       | Mariestad BoIS  | 3–3     |
| Mölndals IF     | Tibro IK        | 3–3     |
| IK Viking       | Forshaga IF     | 7–3     |
| Grums IK        | BK Bäcken       | 10–51   |
| Skövde IK       | Borås HC        | 5–6     |
| Mariestad BoIS  | Mölndals IF     | 4–4     |
| Tibro IK        | IK Viking       | 5–3     |
| IFK Trollhättan | Skövde IK       | 2–3     |
| Borås HC        | Grums IK        | 1–7     |
| IK Viking       | Mariestad BoIS  | 1–4     |
| Borås HC        | BK Bäcken       | 3–6     |
| Grums IK        | IFK Trollhättan | 16–21   |
| Skövde IK       | Forshaga IF     | 4–5     |
| Tibro IK        | Skövde IK       | 4–7     |
| Forshaga IF     | Grums IK        | 3–4     |
| IFK Trollhättan | Borås HC        | 5–5     |
| BK Bäcken       | Mölndals IF     | 2–2     |
| IK Viking       | Mölndals IF     | 5–4     |
| IFK Trollhättan | BK Bäcken       | 4–9     |
| Borås HC        | Forshaga IF     | 5–3     |
| Grums IK        | Tibro IK        | 5–3     |
| Skövde IK       | Mariestad BoIS  | 3–1     |
| Mölndals IF     | IK Viking       | 8–0     |
| Mariestad BoIS  | Skövde IK       | 0–4     |
| Tibro IK        | Grums IK        | 5–2     |
| Forshaga IF     | Borås HC        | 3–3     |
| BK Bäcken       | IFK Trollhättan | 6–2     |
| Mölndals IF     | BK Bäcken       | 1–5     |
| Borås HC        | IFK Trollhättan | 8–2     |
| Grums IK        | Forshaga IF     | 8–8     |
| Skövde IK       | Tibro IK        | 4–6     |
| Mariestad BoIS  | IK Viking       | 2–3     |
| Forshaga IF     | Skövde IK       | 7–0     |
| IFK Trollhättan | Grums IK        | 12–10   |
| BK Bäcken       | Borås HC        | 5–6     |
| IK Viking       | Tibro IK        | 011–311 |
| Mölndals IF     | Mariestad BoIS  | 6–2     |
| Grums IK        | Borås HC        | 9–4     |
| Skövde IK       | IFK Trollhättan | 011–211 |
| Tibro IK        | Mölndals IF     | 5–1     |
| Forshaga IF     | IK Viking       | 4–1     |
| Borås HC        | Skövde IK       | 5–5     |
| BK Bäcken       | Grums IK        | 5–3     |
| IK Viking       | IFK Trollhättan | 9–3     |
| Mölndals IF     | Forshaga IF     | 7–2     |
| Mariestad BoIS  | BK Bäcken       | 8–1     |
| Skövde IK       | Grums IK        | 3–4     |
| Tibro IK        | Mariestad BoIS  | 4–1     |
| IFK Trollhättan | Mölndals IF     | 0–5     |
| Borås HC        | IK Viking       | 3–6     |
| BK Bäcken       | Skövde IK       | 113–110 |
| IK Viking       | Grums IK        | 8–5     |
| Mölndals IF     | Borås HC        | 8–1     |
| Mariestad BoIS  | Forshaga IF     | 3–5     |
| Tibro IK        | BK Bäcken       | 7–4     |
| Forshaga IF     | Tibro IK        | 10–21   |
| IFK Trollhättan | Mariestad BoIS  | 1–6     |
| Mölndals IF     | Grums IK        | 3–4     |
| Skövde IK       | IK Viking       | 3–2     |
| Mariestad BoIS  | Borås HC        | 3–6     |
| Tibro IK        | IFK Trollhättan | 9–3     |
| Forshaga IF     | BK Bäcken       | 3–5     |
| IFK Trollhättan | Forshaga IF     | 12–10   |
| Borås HC        | Tibro IK        | 3–6     |
| Grums IK        | Mariestad BoIS  | 011–211 |
| Mölndals IF     | Skövde IK       | 3–4     |
| BK Bäcken       | IK Viking       | 6–3     |

### Division II Syd A
| \| Nr \| Hold \| K \| V \| U \| T \| Mf \| \| Mi \| +/- \| P \| \| -- \| ------------------- \| -- \| -- \| - \| -- \| --- \| - \| --- \| --- \| ------------------------------------- \| \| 1 \| Örebro IK \| 18 \| 11 \| 3 \| 4 \| 101 \| – \| 60 \| +41 \| 25Oprykningsspil \| \| 2 \| IK IFK/IKS \| 18 \| 11 \| 0 \| 7 \| 97 \| – \| 74 \| +23 \| 22 \| \| 3 \| Nyköpings BIS \| 18 \| 10 \| 2 \| 6 \| 83 \| – \| 76 \| +7 \| 22 \| \| 4 \| HV71 \| 18 \| 8 \| 3 \| 7 \| 85 \| – \| 72 \| +13 \| 19 \| \| 5 \| Boro/Landsbro IF \| 18 \| 9 \| 1 \| 8 \| 70 \| – \| 65 \| +5 \| 19 \| \| 6 \| BK Kenty \| 18 \| 8 \| 3 \| 7 \| 65 \| – \| 64 \| +1 \| 19 \| \| 7 \| Tranås AIF \| 18 \| 7 \| 2 \| 9 \| 71 \| – \| 82 \| −11 \| 16 \| \| 8 \| Vimmerby IF \| 18 \| 6 \| 2 \| 10 \| 80 \| – \| 80 \| 0 \| 14 \| \| 9 \| Skillingaryds IS \| 18 \| 6 \| 1 \| 11 \| 61 \| – \| 86 \| −25 \| 13Nedrykning til Division III 1973-74 \| \| 10 \| Mjölby Södra IF (O) \| 18 \| 5 \| 1 \| 12 \| 61 \| – \| 115 \| −54 \| 11Nedrykning til Division III 1973-74 \| K: Kampe spillet, V: Vundne kampe, U: Uafgjorte kampe, T: Tabte kampe, Mf: Mål for, Mi: Mål imod, +/-: Måldifference, P: Point |                     |    |    |   |    |     |   |     |     |                                       |
| Nr | Hold                | K  | V  | U | T  | Mf  |   | Mi  | +/- | P                                     |
| 1 | Örebro IK           | 18 | 11 | 3 | 4  | 101 | – | 60  | +41 | 25Oprykningsspil                      |
| 2 | IK IFK/IKS          | 18 | 11 | 0 | 7  | 97  | – | 74  | +23 | 22                                    |
| 3 | Nyköpings BIS       | 18 | 10 | 2 | 6  | 83  | – | 76  | +7  | 22                                    |
| 4 | HV71                | 18 | 8  | 3 | 7  | 85  | – | 72  | +13 | 19                                    |
| 5 | Boro/Landsbro IF    | 18 | 9  | 1 | 8  | 70  | – | 65  | +5  | 19                                    |
| 6 | BK Kenty            | 18 | 8  | 3 | 7  | 65  | – | 64  | +1  | 19                                    |
| 7 | Tranås AIF          | 18 | 7  | 2 | 9  | 71  | – | 82  | −11 | 16                                    |
| 8 | Vimmerby IF         | 18 | 6  | 2 | 10 | 80  | – | 80  | 0   | 14                                    |
| 9 | Skillingaryds IS    | 18 | 6  | 1 | 11 | 61  | – | 86  | −25 | 13Nedrykning til Division III 1973-74 |
| 10 | Mjölby Södra IF (O) | 18 | 5  | 1 | 12 | 61  | – | 115 | −54 | 11Nedrykning til Division III 1973-74 |

### Division II Syd B
| \| Nr \| Hold \| K \| V \| U \| T \| Mf \| \| Mi \| +/- \| P \| \| -- \| --------------- \| -- \| -- \| - \| -- \| --- \| - \| --- \| --- \| ------------------------------------ \| \| 1 \| Nybro IF \| 18 \| 14 \| 1 \| 3 \| 114 \| – \| 35 \| +79 \| 29Oprykningsspil \| \| 2 \| Rögle BK (O) \| 18 \| 13 \| 2 \| 3 \| 87 \| – \| 45 \| +42 \| 28 \| \| 3 \| Malmö IF \| 18 \| 10 \| 3 \| 5 \| 94 \| – \| 72 \| +22 \| 23 \| \| 4 \| Gislaveds SK \| 18 \| 10 \| 1 \| 7 \| 79 \| – \| 68 \| +11 \| 21 \| \| 5 \| Växjö HC \| 18 \| 7 \| 5 \| 6 \| 64 \| – \| 68 \| −4 \| 19 \| \| 6 \| Halmstads HK \| 18 \| 9 \| 0 \| 9 \| 82 \| – \| 68 \| +14 \| 18 \| \| 7 \| IF Troja \| 18 \| 6 \| 3 \| 9 \| 69 \| – \| 86 \| −17 \| 15 \| \| 8 \| Kallinge SK (O) \| 18 \| 6 \| 2 \| 10 \| 55 \| – \| 69 \| −14 \| 14 \| \| 9 \| IK Skäret \| 18 \| 4 \| 0 \| 14 \| 41 \| – \| 104 \| −63 \| 8Nedrykning til Division III 1973-74 \| \| 10 \| Alvesta SK (O) \| 18 \| 2 \| 1 \| 15 \| 45 \| – \| 115 \| −70 \| 5Nedrykning til Division III 1973-74 \| K: Kampe spillet, V: Vundne kampe, U: Uafgjorte kampe, T: Tabte kampe, Mf: Mål for, Mi: Mål imod, +/-: Måldifference, P: Point |                 |    |    |   |    |     |   |     |     |                                      |
| Nr | Hold            | K  | V  | U | T  | Mf  |   | Mi  | +/- | P                                    |
| 1 | Nybro IF        | 18 | 14 | 1 | 3  | 114 | – | 35  | +79 | 29Oprykningsspil                     |
| 2 | Rögle BK (O)    | 18 | 13 | 2 | 3  | 87  | – | 45  | +42 | 28                                   |
| 3 | Malmö IF        | 18 | 10 | 3 | 5  | 94  | – | 72  | +22 | 23                                   |
| 4 | Gislaveds SK    | 18 | 10 | 1 | 7  | 79  | – | 68  | +11 | 21                                   |
| 5 | Växjö HC        | 18 | 7  | 5 | 6  | 64  | – | 68  | −4  | 19                                   |
| 6 | Halmstads HK    | 18 | 9  | 0 | 9  | 82  | – | 68  | +14 | 18                                   |
| 7 | IF Troja        | 18 | 6  | 3 | 9  | 69  | – | 86  | −17 | 15                                   |
| 8 | Kallinge SK (O) | 18 | 6  | 2 | 10 | 55  | – | 69  | −14 | 14                                   |
| 9 | IK Skäret       | 18 | 4  | 0 | 14 | 41  | – | 104 | −63 | 8Nedrykning til Division III 1973-74 |
| 10 | Alvesta SK (O)  | 18 | 2  | 1 | 15 | 45  | – | 115 | −70 | 5Nedrykning til Division III 1973-74 |

## Kvalifikation til Division I
I kvalifikationen til Division I spillede de otte puljevindere sammen med to hold fra Division I, MoDo AIK og Mora IK, om fire pladser i Division I i den efterfølgende sæson. De ti hold blev inddelt i to puljer med fem hold i hver, og i hver pulje spillede holdene om to oprykningspladser.
De to kvalifikationspuljer blev vundet af MoDo AIK og Mora IK, som dermed sikrede sig endnu en sæson i Division I. Division II-holdene Kiruna AIF og Örebro IK rykkede op i Division I, fordi de to hold sluttede på andepladserne i de to puljer, efter at de forinden havde vundet Division II Nord A hhv. Division II Syd A.

### Nord
Kvalifikation til Division I Nord havde deltagelse af vinderne af Division II-puljerne i regionerne Nord og Øst, samt MoDo AIK, der var blevet nr. 3 i Nedrykningsserie Nord i Division I. Holdene spillede om to oprykningspladser til Division I, og turneringen blev afviklet som en dobbeltturnering alle-mod-alle.
| \| Nr \| Hold \| K \| V \| U \| T \| Mf \| \| Mi \| +/- \| P \| \| -- \| ----------- \| - \| - \| - \| - \| -- \| - \| -- \| --- \| ---------------------------------- \| \| 1 \| MoDo AIK \| 8 \| 5 \| 1 \| 2 \| 42 \| – \| 24 \| +18 \| 11Oprykning til Division I 1973-74 \| \| 2 \| Kiruna AIF \| 8 \| 5 \| 1 \| 2 \| 41 \| – \| 25 \| +16 \| 11Oprykning til Division I 1973-74 \| \| 3 \| Tunadals IF \| 8 \| 3 \| 3 \| 2 \| 32 \| – \| 38 \| −6 \| 9 \| \| 4 \| Hofors IK \| 8 \| 2 \| 3 \| 3 \| 30 \| – \| 38 \| −8 \| 7 \| \| 5 \| Hammarby IF \| 8 \| 0 \| 2 \| 6 \| 21 \| – \| 41 \| −20 \| 2 \| K: Kampe spillet, V: Vundne kampe, U: Uafgjorte kampe, T: Tabte kampe, Mf: Mål for, Mi: Mål imod, +/-: Måldifference, P: Point |             |   |   |   |   |    |   |    |     |                                    |
| Nr | Hold        | K | V | U | T | Mf |   | Mi | +/- | P                                  |
| 1 | MoDo AIK    | 8 | 5 | 1 | 2 | 42 | – | 24 | +18 | 11Oprykning til Division I 1973-74 |
| 2 | Kiruna AIF  | 8 | 5 | 1 | 2 | 41 | – | 25 | +16 | 11Oprykning til Division I 1973-74 |
| 3 | Tunadals IF | 8 | 3 | 3 | 2 | 32 | – | 38 | −6  | 9                                  |
| 4 | Hofors IK   | 8 | 2 | 3 | 3 | 30 | – | 38 | −8  | 7                                  |
| 5 | Hammarby IF | 8 | 0 | 2 | 6 | 21 | – | 41 | −20 | 2                                  |

| Kampprogram            | Kampprogram | Kampprogram | Kampprogram | Kampprogram   |
| Dato                   | Hjemmehold  | Udehold     | Resultat    | Perioder      |
| ---------------------- | ----------- | ----------- | ----------- | ------------- |
| 11. februar            | Kiruna AIF  | Tunadals IF | 9–3         | 2-1, 1-1, 6-1 |
| 11. februar            | Hofors IK   | MoDo AIK    | 3–7         | 0-1, 2-2, 1-4 |
| 15. februar            | MoDo AIK    | Kiruna AIF  | 3–3         | 2-1, 0-2, 1-0 |
| 15. februar            | Tunadals IF | Hammarby IF | 6–4         | 2-2, 1-1, 3-1 |
| 17. - 18. februar      | Hammarby IF | MoDo AIK    | 2–6         | 1-4, 0-2, 1-0 |
| 17. - 18. februar      | Kiruna AIF  | Hofors IK   | 1–5         | 0-1, 0-4, 1-0 |
| 22. februar            | Hofors IK   | Hammarby IF | 5–3         | 3-1, 1-0, 1-2 |
| 22. februar            | MoDo AIK    | Tunadals IF | 10–31       | 4-0, 4-2, 2-1 |
| 24. - 25. februar      | Hammarby IF | Kiruna AIF  | 2–6         | 1-2, 0-2, 1-2 |
| 24. - 25. februar      | Hofors IK   | Tunadals IF | 3–3         | 1-0, 1-1, 1-2 |
| 28. februar - 1. marts | Tunadals IF | Hofors IK   | 5–5         | 1-0, 1-3, 3-2 |
| 28. februar - 1. marts | Kiruna AIF  | Hammarby IF | 7–2         | 2-1, 2-1, 3-0 |
| 3. - 4. marts          | Hammarby IF | Hofors IK   | 4–4         | 1-1, 0-2, 3-1 |
| 3. - 4. marts          | Tunadals IF | MoDo AIK    | 4–1         | 1-1, 1-0, 2-0 |
| 8. - 9. marts          | MoDo AIK    | Hofors IK   | 10–10       | 4-0, 2-0, 4-1 |
| 8. - 9. marts          | Tunadals IF | Kiruna AIF  | 5–3         | 3-1, 2-2, 0-0 |
| 11. marts              | Hofors IK   | Kiruna AIF  | 4–5         | 0-1, 3-2, 1-2 |
| 11. marts              | MoDo AIK    | Hammarby IF | 4–1         | 1-0, 2-1, 1-0 |
| 15. marts              | Hammarby IF | Tunadals IF | 3–3         | 0-0, 1-1, 2-2 |
| 15. marts              | Kiruna AIF  | MoDo AIK    | 7–1         | 2-1, 4-0, 1-0 |

### Syd
Kvalifikationen til Division I Syd havde deltagelse af vinderne af Division II-puljerne i regionerne Vest og Syd, samt Mora IK, der var blevet nr. 3 i Nedrykningsserie Syd i Division I. Holdene spillede om to oprykningspladser til Division I, og turneringen blev afviklet som en dobbeltturnering alle-mod-alle.
| \| Nr \| Hold \| K \| V \| U \| T \| Mf \| \| Mi \| +/- \| P \| \| -- \| -------------- \| - \| - \| - \| - \| -- \| - \| -- \| --- \| ---------------------------------- \| \| 1 \| Mora IK \| 8 \| 7 \| 1 \| 0 \| 44 \| – \| 18 \| +26 \| 15Oprykning til Division I 1973-74 \| \| 2 \| Örebro IK \| 8 \| 4 \| 2 \| 2 \| 36 \| – \| 23 \| +13 \| 10Oprykning til Division I 1973-74 \| \| 3 \| Grums IK \| 8 \| 4 \| 1 \| 3 \| 28 \| – \| 26 \| +2 \| 9 \| \| 4 \| Surahammars IF \| 7 \| 1 \| 0 \| 6 \| 26 \| – \| 44 \| −18 \| 2 \| \| 5 \| Nybro IF \| 7 \| 1 \| 0 \| 6 \| 17 \| – \| 40 \| −23 \| 2 \| K: Kampe spillet, V: Vundne kampe, U: Uafgjorte kampe, T: Tabte kampe, Mf: Mål for, Mi: Mål imod, +/-: Måldifference, P: Point |                |   |   |   |   |    |   |    |     |                                    |
| Nr | Hold           | K | V | U | T | Mf |   | Mi | +/- | P                                  |
| 1 | Mora IK        | 8 | 7 | 1 | 0 | 44 | – | 18 | +26 | 15Oprykning til Division I 1973-74 |
| 2 | Örebro IK      | 8 | 4 | 2 | 2 | 36 | – | 23 | +13 | 10Oprykning til Division I 1973-74 |
| 3 | Grums IK       | 8 | 4 | 1 | 3 | 28 | – | 26 | +2  | 9                                  |
| 4 | Surahammars IF | 7 | 1 | 0 | 6 | 26 | – | 44 | −18 | 2                                  |
| 5 | Nybro IF       | 7 | 1 | 0 | 6 | 17 | – | 40 | −23 | 2                                  |

| Kampprogram   | Kampprogram    | Kampprogram    | Kampprogram  | Kampprogram   |
| Dato          | Hjemmehold     | Udehold        | Resultat     | Perioder      |
| ------------- | -------------- | -------------- | ------------ | ------------- |
| 11. februar   | Grums IK       | Mora IK        | 0–1          | 0-1, 0-0, 0-0 |
| 11. februar   | Nybro IF       | Surahammars IF | 6–3          | 2-2, 3-1, 1-0 |
| 15. februar   | Surahammars IF | Grums IK       | 7–4          | 1-1, 4-2, 2-1 |
| 15. februar   | Mora IK        | Örebro IK      | 6–5          | 2-0, 3-2, 1-3 |
| 18. februar   | Örebro IK      | Surahammars IF | 4–0          | 2-0, 0-0, 2-0 |
| 18. februar   | Grums IK       | Nybro IF       | 4–3          | 1-2, 3-0, 0-1 |
| 22. februar   | Nybro IF       | Örebro IK      | 1–5          | 1-1, 0-1, 0-3 |
| 22. februar   | Surahammars IF | Mora IK        | 2–7          | 0-3, 1-3, 1-1 |
| 25. februar   | Örebro IK      | Grums IK       | 6–6          | 3-1, 1-2, 2-3 |
| 25. februar   | Mora IK        | Nybro IF       | 8–2          | 3-0, 1-1, 4-1 |
| 1. marts      | Grums IK       | Örebro IK      | 2–1          | 2-0, 0-1, 0-0 |
| 1. marts      | Nybro IF       | Mora IK        | 1–7          | 0-2, 0-4, 1-1 |
| 3. - 4. marts | Mora IK        | Surahammars IF | 9–5          | 2-0, 4-2, 3-3 |
| 3. - 4. marts | Örebro IK      | Nybro IF       | 8–2          | 2-0, 4-1, 2-1 |
| 8. marts      | Örebro IK      | Mora IK        | 2–2          | 0-0, 1-0, 1-2 |
| 8. marts      | Grums IK       | Surahammars IF | 9–5          | 6-2, 1-2, 2-1 |
| 11. marts     | Nybro IF       | Grums IK       | 2–5          | 0-3, 2-1, 0-1 |
| 11. marts     | Surahammars IF | Örebro IK      | 4–5          | 2-0, 1-4, 1-1 |
| 15. marts     | Mora IK        | Grums IK       | 4–1          | 0-1, 2-0, 2-0 |
| 15. marts     | Surahammars IF | Nybro IF       | Ikke spillet | Ikke spillet  |